# Ejército de las Dos Sicilias

Escudo real de las Dos Sicilias (1816-1861).

El Ejército de las Dos Sicilias, a menudo citado en el texto como Ejército real o Ejército napolitano o impropiamente Ejército borbónico, fue la  armada terrestre del nuevo estado independiente creado en la implantación de la dinastía de los Borbones en el sur de Italia después de los acontecimientos de guerra de sucesión polaca. En 1734, cuando la fuerza expedicionaria de Carlos III de España al mando de los ejércitos españoles conquistaron los reinos de Nápoles y Sicilia, restando de la dominación austriaca. Esto también marcó la creación de los primeros regimientos del todo «nacionales», que se unieron a los regimientos extranjeros con los que el Infante Don Carlos descendió a Italia.
La historia de este ejército, por supuesto, encaja en el mismo espacio de tiempo en el que vivió la dinastía de los cuales fue el apoyo: de 1734 a 1861. Sin embargo, después de la restauración y el posterior establecimiento del Reino de las Dos Sicilias, la fuerza armada se reorganizó profundamente, incorporando también los elementos del ejército napolitano de la época napoleónica. Después de 1816, por lo tanto, se adoptó el nombre oficial del Real Ejército de Su Majestad el Rey del Reino de las Dos Sicilias; este último, junto con la Armata di Mare, constituían las fuerzas armadas del Reino de las Dos Sicilias.

"El soldado napolitano es alegre, inteligente, atrevido y muy imaginativo; y sin embargo fácil de exaltar y ejecutar en las empresas más arriesgadas, pero fácil de desalentar. Se somete fácilmente a la disciplina, cuando se mueve desde un poder justo, fuerte y constante. La educación primaria de las diversas armas es excelente: maniobran de manera exacta y rápida, por lo que se separan de la unión;»
Carlo Mezzacapo, Rivista Militare, anno primo - volume primo, Torino 1856

## Historia

### Raíces españolas
Aunque el Ejército de las Dos Sicilias surgió en 1734, el napolitano y las instituciones militares de Sicilia tienen una historia mucho más antigua, que pone sus cimientos en la organización de un ejército de «propiedad estatal» —es decir, el estado y ya no el feudalismo— de  Fernando I de Nápoles en 1464. En particular, el período del virrey español (1503-1714) marcó profundamente las costumbres militares del último período borbónico. Durante este tiempo, los soldados del sur de Italia estuvieron involucrados en casi todos los eventos militares del Imperio español —desde las Guerras de Carlos I de España hasta las Guerras de Flandes, desde las campañas coloniales en América hasta la guerra de los Treinta Años—, a menudo mostrando gran valor y lealtad a las autoridades imperiales. Los capitanes, los miembros de la nobleza feudal de las mejores provincias napolitanas y sicilianas, sabían bien preparar a los sujetos de los dos virreinos para la guerra, la obediencia a la dirección política firme dada por los monarcas de España.
Sin embargo, en el período posterior de los Borbones, con la reconquista de la independencia, la nobleza perdió gradualmente este carácter militar, dando paso a la nueva política centralizadora de huella dinástica. El objetivo de los Borbones era, de hecho, reemplazar la lealtad a los antiguos comandantes nobles, que habían servido a los Habsburgo durante más de 200 años, con exasperada lealtad a la nueva corona nacional. Esta desconexión progresiva de las tradiciones ibéricas obsoletas, promovió las reformas deseadas por Fernando IV, dio lugar en el siglo XVIII a un estado de «confusión» en las instituciones militares borbónicas que se tradujo en una sucesión casi frenética de reestructuración y reformas. Esta inquieta evolución de las estructuras militares de las Dos Sicilias se detuvo solo con el ascenso al trono de Fernando II, que finalmente fue capaz de estabilizar y racionalizar los sistemas militares del reino, dándoles una marca nacional y dinástica definitiva. Sin embargo, la evolución del entorno político europeo y napolitano en estos últimos 30 años, la plena participación del ejército de las Dos Sicilias, significó que la disidencia política se dirigía directamente contra la misma casa reinante de Borbón.

### El establecimiento de la dinastía borbónica

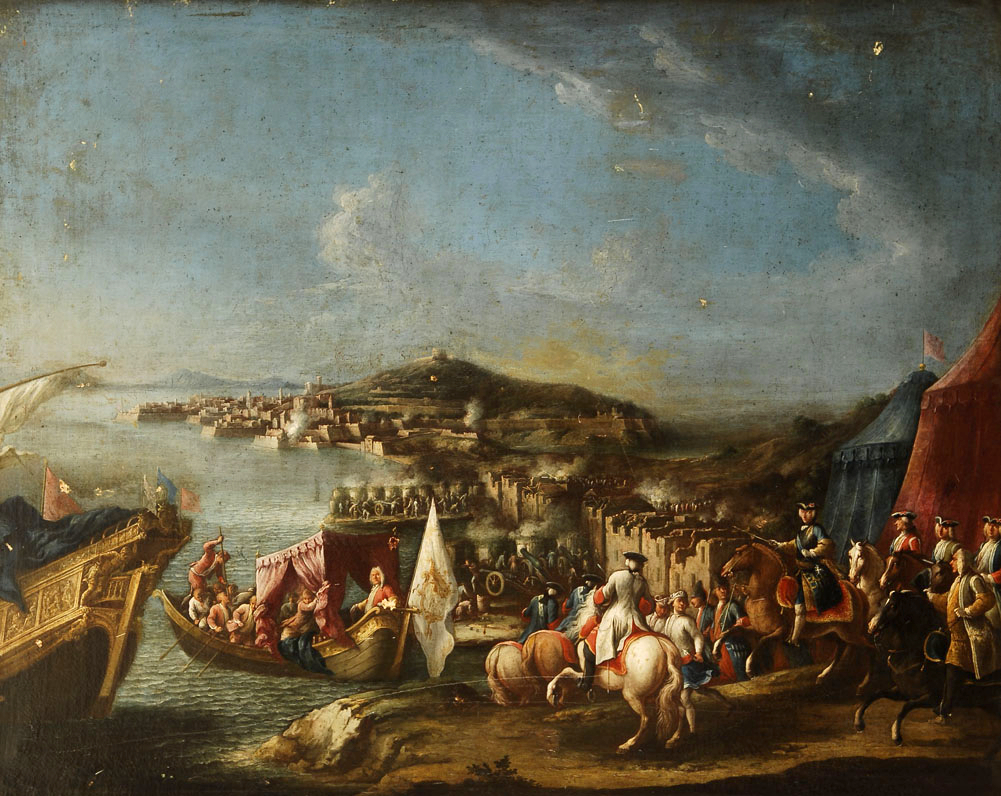
Carlos de Borbón asedia Gaeta.

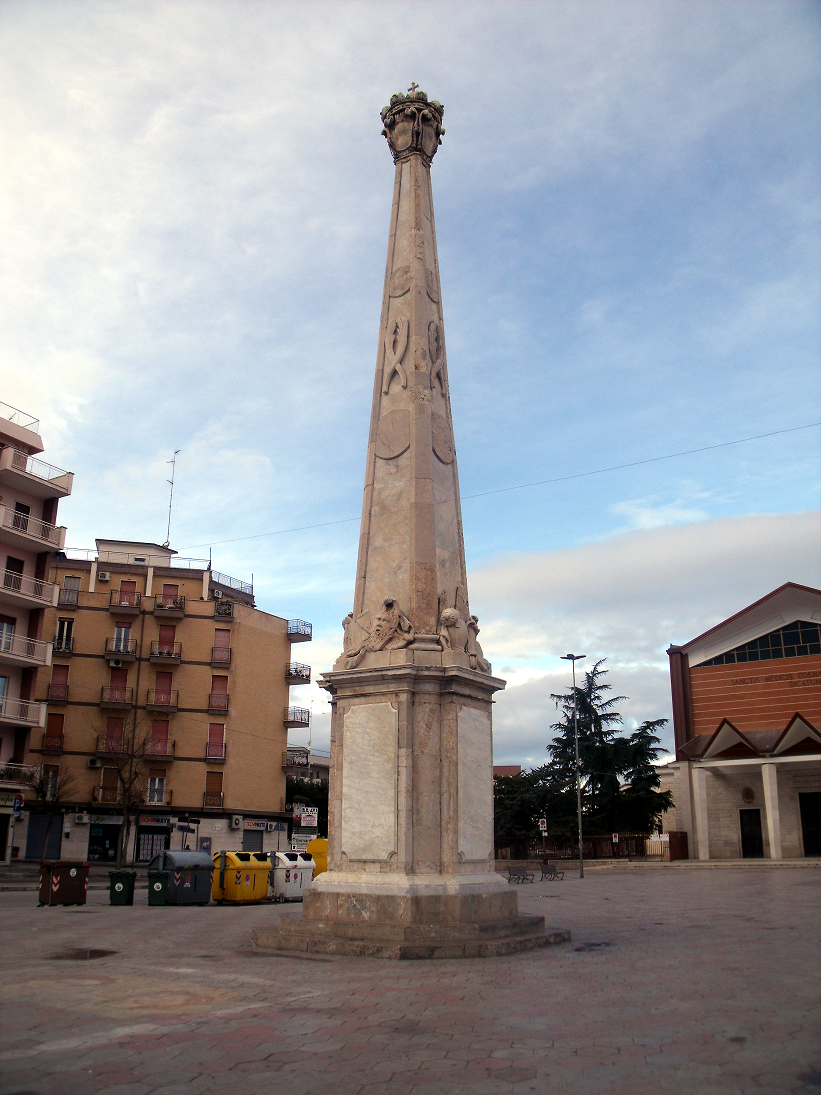
Obelisco conmemorativo de la batalla de Bitonto, proyectado por Giovanni Antonio Medrano.

En 1734 se produjo el paso del Reino de Nápoles y el Reino de Sicilia desde los Habsburgo hasta la dominación de los Borbones como resultado de la guerra de sucesión polaca. En los dos siglos previos, el sur de Italia y Sicilia formaron parte del Imperio español como virreinatos; posteriormente, en 1707, el reino de Nápoles pasó a Austria, como parte de la guerra de sucesión española, mientras que el reino de Sicilia fue entregado a Víctor Amadeo II de Saboya en 1713 con la paz del tratado de Utrecht.
La autonomía de los reinos de Nápoles y Sicilia de la corona española, aunque los dos reinos aún permanecieron conectados a este último por razones dinásticas, se obtuvo gracias a la diplomacia de Isabel Farnesio, la segunda esposa del rey español Felipe V. Isabel Farnesio reclamó los territorios italianos para sus hijos, excluidos de la sucesión al trono español de Fernando VI de España, hijo primogénito de Felipe V. En 1734, por lo tanto, el infante Don Carlos, el hijo mayor de Isabel Farnesio, asumió la corona de Nápoles y de Sicilia con el nombre de Carlos de Borbón dando lugar, de hecho, a un reino autónomo, aunque «formalmente» el Reino de las Dos Sicilias (unión de los dos reinos de Nápoles y Sicilia) nació en 1816. Con el fin de tomar posesión del nuevo reino, Carlos de Borbón llegó a Italia tres años antes, en 1731, acompañado de más de 6.000 soldados españoles, valones y de Irlanda, encabezados por Manuel de Orleans, conde de Charny, quienes se agregaron otros tantos soldados de infantería y caballeros italianos acompañados por Niccolò di Sangro, quien contribuyó a la decisiva victoria de la batalla de Bitonto el 25 de mayo de 1734.

#### Carlos de Borbón

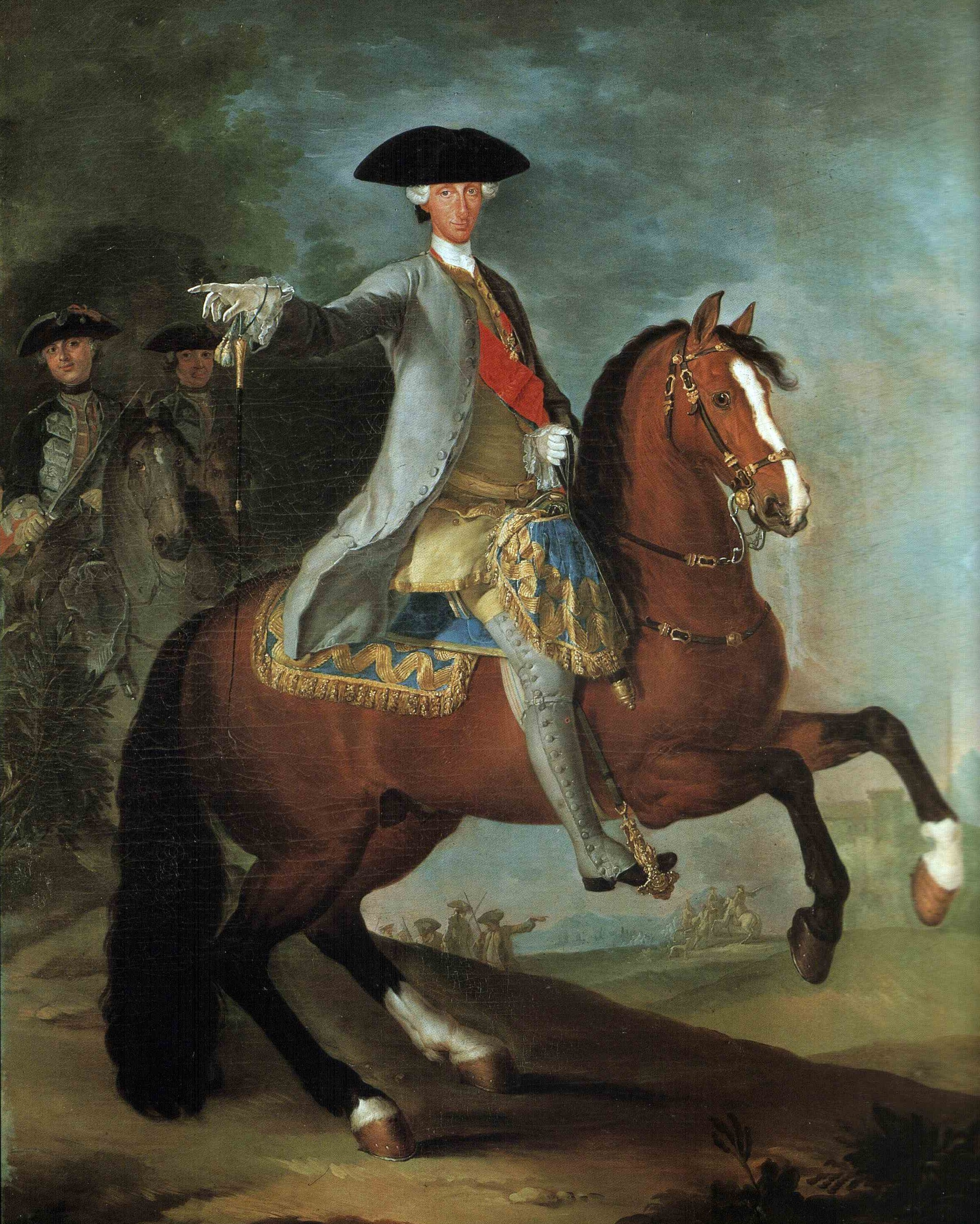
Carlos de Borbón a caballo, retrato realizado por Francesco Liani. Nápoles, museo de Capodimonte.

Conquistado el reino el 10 de mayo de 1734, Carlos de Borbón dio un primer ejército real: las fuerzas militares se incrementaron en 40 batallones de infantería, escuadrones de 18 caballos (nueve dragones y nueve caballería adecuada), un cuerpo considerable de artillería y otro de ingenieros.
La fecha oficial del nacimiento del ejército napolitano, sin embargo, está conectado a la ley de 25 de noviembre de 1743, por el cual el rey Carlos ordenó el establecimiento de 12 regimientos provinciales, todos compuestos de ciudadanos del reino, junto con soldados de regimientos suizos, valones e irlandeses. También se crearon los grupos de fusileros de montaña siguiendo el modelo de los migueletes catalanes, ancestros distantes de las tropas alpinas, cuyas características ordinarias, armas y equipos se convirtieron en el primer modelo de este tipo en la historia militar moderna de Italia. En la primavera del año siguiente, el ejército recién nacido se sometió a la primera prueba, contra los austríacos, en la batalla de Velletri. Se marcó su primera victoria importante, asistido por completo por regimientos napolitanos, como el Terra di Lavoro —que después de la batalla podría reclamar el título de «Real», reservado únicamente a regimientos veteranos—, comandado por el duque de Ariccia, que sostuvo la comparación con los regimientos extranjeros de la tradición más antigua.
Esta batalla fue el pináculo de la guerra de Sucesión Austríaca en Italia, después de la formación de una alianza entre Austria, Gran Bretaña y el Reino de Cerdeña con el objetivo de expulsar a Carlos de Borbón del trono de Nápoles. Esta tarea fue encomendada al ejército austríaco, que, con un ejército comandado por el príncipe von Lobkowitz, después de un largo asedio, la noche del 10 de agosto de 1744 se efectuó un ataque sorpresa a los napolitanos asignados en la ciudad de Velletri. La batalla inicialmente vio el éxito de los austríacos, que, sin embargo, no lograron expulsar definitivamente a las tropas del rey Carlos de la ciudadela. La reacción napolitana no se hizo esperar y las tropas borbónicas, con una iniciativa del conde di Gage y del propio rey, finalmente lograron derrotar al ejército austríaco, obligando a su retirada, incluso tras la llegada de refuerzos de Nápoles y Gaeta de los Abruzzi.

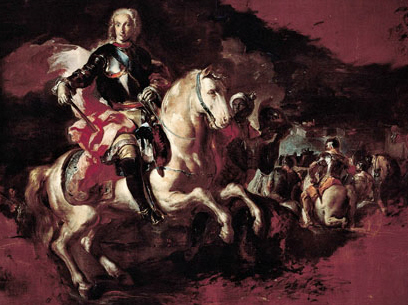
Victoria de Carlos de Borbón en la Batalla de Velletri, Francesco Solimena, 1744, Reggia di Caserta.

El ejército del nuevo reino carolino, con un carácter claramente español en sus sistemas legales y tradiciones, se compuso de la siguiente manera:
GUARDIA REAL
- Guardie del corpo
- Compagnie Alabardieri di Napoli e di Sicilia
- Reggimento Reali Guardie Svizzere
- Reggimento Reali Guardie Italiane

INFANTERÍA
- Reggimenti Veterani
  - Re
  - Regina
  - Real Borbone
  - Real Napoli
  - Real Italiano
  - Real Palermo
  - Real Farnese
- Reggimenti Provinciali (o Nazionali)
  - Real Terra di Lavoro
  - Molise
  - Calabria Citra
  - Calabria Ultra
  - Abruzzo Citra
  - Abruzzo Ultra
  - Capitanata
  - Basilicata
  - Bari
  - Principato Citra
  - Principato Ultra
  - Otranto

- Reggimenti Siciliani
  - Val Demone
  - Val di Noto
  - Val di Mazara
- Reggimenti Esteri
  - Jauch (suizo)
  - Wirtz (suizo)
  - Tschoudy (suizo)
  - Hainaut (valones)
  - Borgogna (valones)
  - Namur (valones)
  - Anversa (valones)
  - Real Macedonia (también: Macedone o Illirico) compuesto por soldados provenientes de la región de Macedonia, Albania, Grecia y Dalmacia.[7]
- Reggimento Fucilieri di montagna

CABALLERÍA
- Reggimenti di Linea
  - Re
  - Rossiglione
  - Napoli
  - Sicilia
- Reggimenti Dragoni
  - Regina
  - Tarragona
  - Borbone
  - Principe

ARTILLERÍA
- Reggimento Reale Artiglieria
- Compagnie Artiglieri Provinciali
- Accademia di Artiglieria

CUERPO DE INGENIEROS
VETERANOS

#### Fernando IV de Nápoles

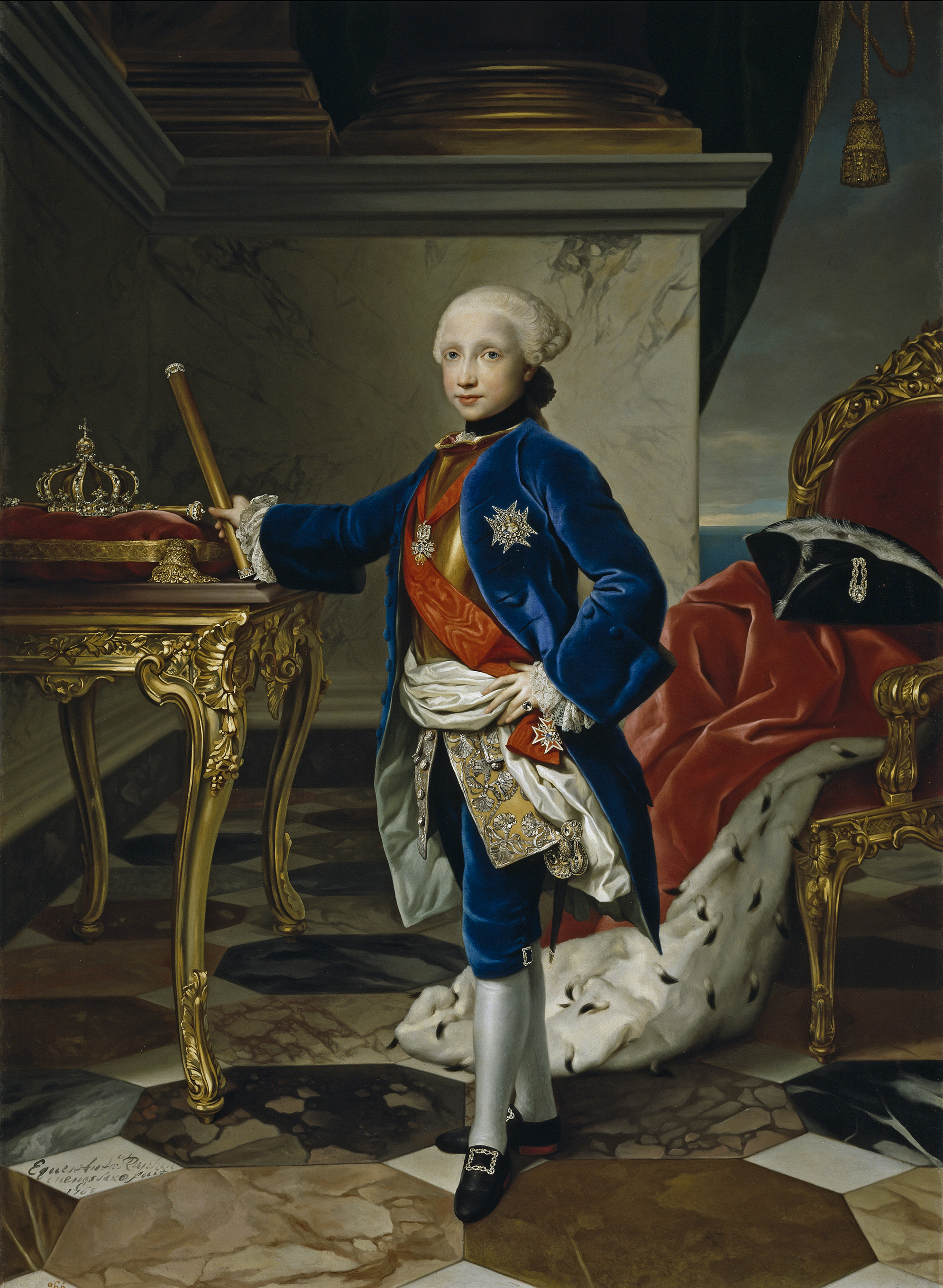
Fernando en 1760, a la edad de nueve años.

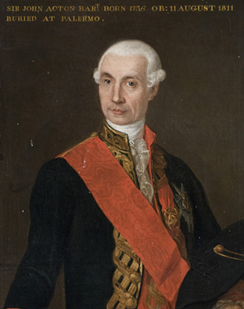
Giovanni Acton, ministro de la Guerra y de la Marina.

En 1759, Carlos de Borbón ascendió al trono de España con el nombre de Carlos III; en Nápoles fue sucedido por su tercer hijo, Fernando IV de Nápoles, con tan solo 9 años, bajo un consejo de regencia en el que se distinguió el ministro Bernardo Tanucci. En los años siguientes a la reforma de Tanucci, el ejército fue limitado por María Carolina, en 1768 se convirtió en la reina de Nápoles, que en 1776 logró desbancar Tanucci y favorecer la aparición de Almirante Acton, a quien en 1778 se le dio el Ministerio de la guerra.
En los últimos años del reinado de Carlos III, debido al largo período de paz que se vivió en Italia, el cuidado del ejército no se tuvo en cuenta y las fuerzas armadas continuaron siendo gobernadas por leyes anticuadas. Otro factor que condicionó la evolución del ejército fue la relativa facilidad con la que era posible defender los pocos puntos de acceso en la frontera terrestre del reino, de los Presidios  de Toscana, un bastión real del reino, en las poderosas fortalezas de Gaeta, Capua, Civitella y Pescara, que impidió el paso a quienes deseaban penetrar desde Lazio y Abruzzi. Unos pocos puntos débiles estaban presentes en la frontera napolitana, incluyendo principalmente Antrodoco, pero a pesar de la disponibilidad de recursos financieros y la presencia de las poblaciones fronterizas fieles y guerreros, nunca se hizo una verdadera obra de defensa total de las fronteras terrestres. Esta situación se prolongó durante varios años, incluso con el nuevo rey Fernando, hasta que la reina María Carolina promovió el fortalecimiento y la renovación sustancial de las fuerzas armadas de las Dos Sicilias, utilizando al Almirante John Acton.
Acton llevó a cabo una serie de reformas del aparato militar del reino que, sin embargo, en el momento de la invasión napoleónica del Reino, aún no se habían terminado por completo. En cuanto al ejército, el almirante trató de mejorar la preparación de los agentes con la fundación de la Academia Militar de Nunziatella y aumentar los intercambios educativos con los países extranjeros especialmente con Prusia y Francia. Acton introdujo algunas innovaciones útiles —(favoreció el conocimiento topográfico financiando a Rizzi Zannoni, entre otras cosas, construyó nuevas carreteras, etc.—; las fuerzas armadas, tan renovadas, más que dignamente realizó su prueba de fuego en el sitio de Tolón, en el marco de la primera Coalición con Inglaterra contra la Francia revolucionaria. Seis mil soldados napolitanos participaron en la defensa de la ciudad y fueron los últimos en volver a embarcarse. La expedición regresó a su patria el 2 de febrero de 1794, habiendo tenido alrededor de 200 caídos y 400 heridos. En el período 1796-1798 se recuerda en particular el excelente rendimiento dada por la división de caballería napolitana, formada por los regimientos King, Queen, Prince y Napoli, en las operaciones de la campaña italiana contra los franceses. Los caballeros napolitanos, comandados por el brigadier Ruitz, recibieron elogios tanto de los aliados austriacos como de los enemigos franceses —incluido el propio Napoleón Bonaparte—.
El éxito francés en el norte de Italia condujo a la formación de una segunda Coalición antifrancesa a la que el reino de los Borbones se adhirió una vez más a la petición especial de la Reina María Carolina. Las tropas napolitanas, dirigidas por el general austríaco Karl Mack von Leiberich, en el otoño de 1798 invadieron la República Romana (1798-1799) y se instalaron en la capital y en restaurar la autoridad papal.

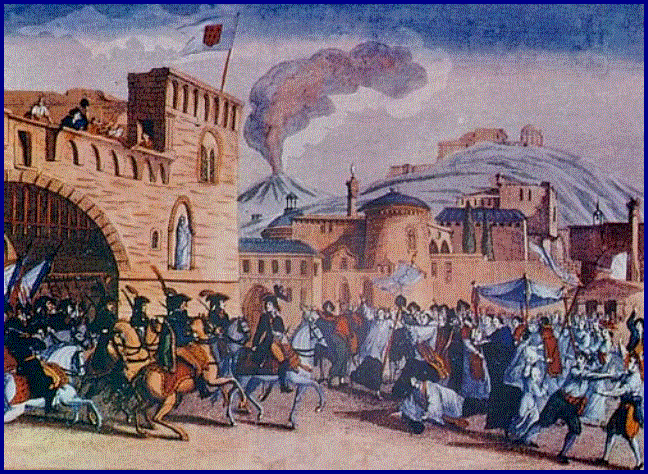
El ejército francés del general Championnet entra a Nápoles el 23 de enero de 1799.

Aquí el ejército borbónico informó de algunos éxitos iniciales que obligaron al general francés Jean Étienne Championnet a una breve retirada. En Roma, el general Mack desplazó a las tropas borbónicas de manera desigual, lo que dificultó la defensa de la ciudad. El 5 de diciembre de 1798, los generales Championnet y Etienne Jacques Joseph MacDonald pasaron a la contraofensiva, reportando una abrumadora victoria que tuvo como consecuencia la reocupación de Roma por los franceses y la disolución de gran parte del ejército napolitano. Esta derrota causó la ocupación francesa de Nápoles y la fuga de Fernando. La entrada de las tropas francesas en Nápoles se caracterizó por una dura represión de la reacción legitimista de la ciudad plebe (el llamado «lazzari»). Así nació el nacimiento de la República Partenopea, dirigido por algunos de los intelectuales más famosos de la época.
Fernando, huyó a Sicilia, encargó al cardenal Fabrizio Ruffo organizar la creciente resistencia antifrancesa, desarrollando mientras tanto una de las provincias más pobres de los estratos continentales, especialmente Calabria), para formar un ejército capaz de reconquistar el reino de Nápoles. Este ejército de plebeyos, a quien se le dio el nombre de «Ejército de la Santa Fe», en poco tiempo se las arregló para recuperar Calabria explotando las grandes dificultades del ocupante francés en el control del territorio. Los «sanfedisti» pronto se unieron a otros departamentos extranjeros de la coalición antifrancesa que facilitaron la reconquista de las provincias napolitanas. Aprovechando Italia invasión rusa norte, y la consiguiente disminución de las tropas francesas en Nápoles, el ejército sanfedista el 13 de junio de 1799 recuperó el control de la capital, y trajo de vuelta a los Borbones al trono de Nápoles. Gracias a la expedición austro-rusa en el norte de Italia y la consiguiente retirada Armée de Nápoles más allá del río Po, las tropas napolitanas y Sanfedistas empujaron de nuevo el territorio papal con la intención de ocupar parte del Lacio y Las Marcas como compensación por la Invasión francesa, también gracias a la colaboración de bandas locales unidas al ejército del cardenal Ruffo. A pesar del acuerdo diplomático alcanzado con Rusia, en el otoño de 1799 los territorios papales fueron ocupados por los austríacos, que restauraron la frontera preexistente, a pesar de la reclamación del gobierno borbónico.
En el Reino de Nápoles, el legado de la guerra civil fue más intenso que en el resto de Italia. El poder adquirido por las tropas sanfedistas, a menudo encabezados por ladrones notorios, fue la causa de los crímenes y la violencia indiscriminada ejercida contra los "jacobinos" y las mismas autoridades reales, que estaban tratando de restablecer el orden político y social. El rey intentó frenar el problema al incluir a muchas de las «masas» sanfedistas en el nuevo ejército napolitano, a pesar de la oposición de los generales.
Siguió un breve período de paz, dominado por una política diplomática inestable hacia los poderes opositores y por represiones violentas contra los liberales involucrados en la experiencia republicana de 1799. En 1805, el Ejército de las Dos Sicilias tenía los siguientes departamentos:
CASA REAL
- 2 Compagnie di Cacciatori Reali
- Compagnia delle Reali Guardie del Corpo
- Compagnia degli Alabardieri di Napoli
- Compagnia degli Alabardieri di Sicilia
- Reggimento Granatieri Reali

INFANTERÍA DE LÍNEA
- Reggimento Real Ferdinando
- Reggimento Real Carolina I
- Reggimento Principe Reale II
- Reggimento Principessa Reale
- Reggimento Reali Calabresi
- Reggimento Abbruzzi
- Reggimento Albania (estero)
- Reggimento Alemagna (estero)
- Reggimento Principe Reale I
- Reggimento Real Carolina II
- Reggimento Reali Sanniti
- Reggimento Reali Presidi
- Reggimento Valdimazzara I (siciliano)
- Reggimento Valdimazzara II (siciliano)
- Reggimento Valdemone (siciliano)
- Reggimento Valdinoto (siciliano)

INFANTERÍA LIGERA
- Battaglione Cacciatori Campani
- Battaglione Cacciatori Appuli
- Battaglione Cacciatori Calabri
- Battaglione Cacciatori Aprutini
- Battaglione Cacciatori Albanesi
- Battaglione Cacciatori Sanniti
- Battaglione Cacciatori Marsi
- Battaglione Fucilieri di montagna
- Battaglione Cacciatori Valdimazzara (siciliano)
- Battaglione Cacciatori Valdemone (siciliano)

CABALLERÍA DE LÍNEA
- Reggimento Cavalleria Re
- Reggimento Cavalleria Regina
- Reggimento Cavalleria Real Principe I
- Reggimento Cavalleria Real Principe II
- Reggimento Cavalleria Real Principessa
- Reggimento Cavalleria Valdimazzara (siciliano)
- Reggimento Cavalleria Valdemone (siciliano)
- Reggimento Cavalleria Valdinoto II (siciliano)

CUERPO REAL DE ARTILLERÍA E INGENIERO
- 1º Reggimento Artiglieria Re
- 2º Reggimento Artiglieria Regina (siciliano)
- Artiglieri litorali
- Treno d'Artiglieria e Regi Bagagli
- Corpo Politico d'Artiglieria
- Brigata Pionieri
- Compagnia Pontonieri
- Compagnia Artefici

INSTITUTOS DE EDUCACIÓN MILITAR
- Regia Accademia Militare

TRUPPE SEDENTANEE
- Real Casa degli Invalidi

10 REGGIMENTI DI FANTERIA E 4 REGGIMENTI DI DRAGONI PROVINCIALI
- (ordine pubblico)

### Campo Tenese y la década francesa

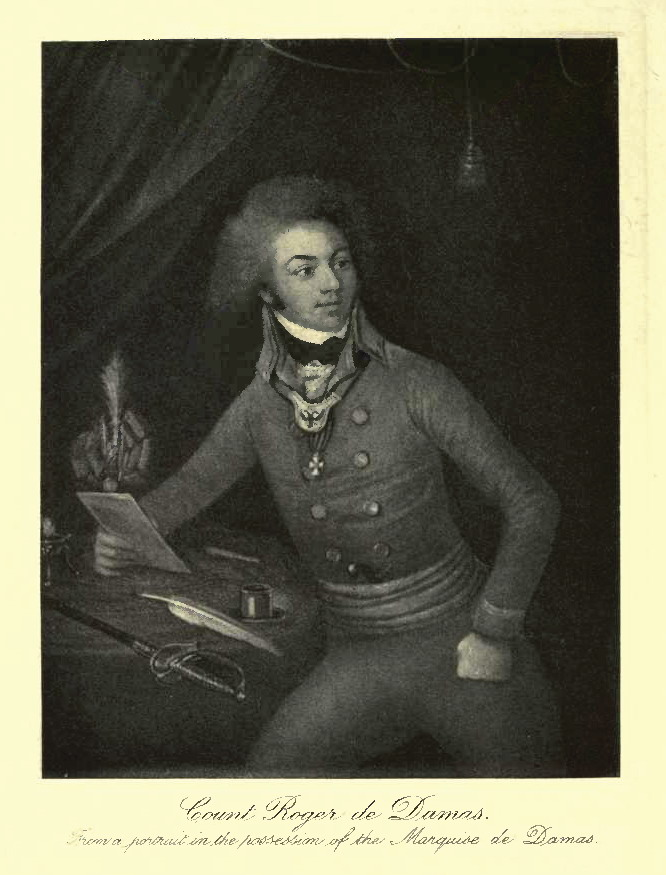
El general Damas, comandante de la tropa napolitana del 1799 al 1806.

En 1805 la paz entre las potencias absolutistas y el imperio francés fue de nuevo a menos y la reina de Nápoles, María Carolina, después de la gran victoria de Napoleón Bonaparte en  Austerlitz, desplegó de una vez de manera decisiva la coalición antifrancesa (la tercera), una coalición a la cual también se unió el reino de los Borbones el 11 de abril de 1805. Napoleón decidió poner fin de una vez por todas a la dinastía borbónica en Nápoles, enviando un ejército al sur de Italia dirigido por el general André Masséna y su hermano mayor, Giuseppe Bonaparte. La Armee de Nápoles entró en el reino de los Borbones el 10 de febrero de 1806 e inmediatamente ocupó el norte de Campania y los Abruzos, encontrando una resistencia tenaz únicamente en Gaeta y Civitella. El 15 de febrero de 1806, Giuseppe Bonaparte entró en Nápoles al frente de las tropas francesas.

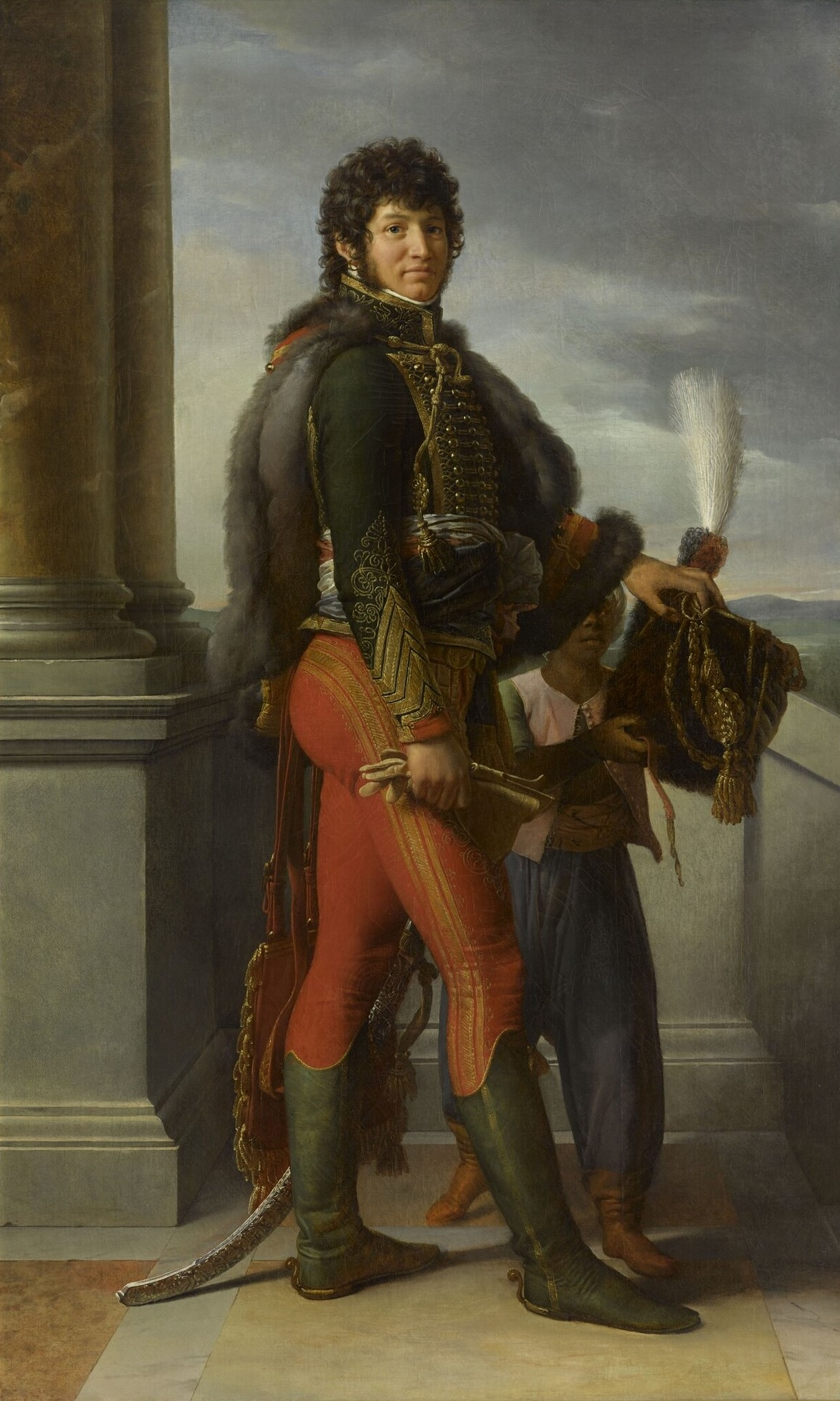
Joaquín Murat rey de Nápoles con uniforme de húsar.

Mientras tanto, las tropas borbónicas habían preparado una línea de defensa entre Basilicata y Calabria, al pie del monte Pollino, que se consideraba casi inaccesible. El comandante de las tropas napolitanas, Roger de Damas, esperaba ser atacado en el lado oriental del frente, en previsión de un avance francés por el Puglie. Esta posición fue destinada por Damas para tomar ventaja de las líneas paralelas de defensa representada por los ríos de la Basilicata fluyendo en el mar Jónico en dirección de Calabria, desgastando gradualmente a las tropas francesas avanzando desde el este. Sin embargo, los generales franceses eran muy conscientes de la superioridad de su propia infantería, compuesta de veteranos experimentados, y también conocían la debilidad de las tropas napolitanas, formada en su mayoría por ex sanfedistas sin ningún entrenamiento militar y reclutas inexpertos, por lo tanto, el 4 de marzo de 1806, el ala oeste de las tropas francesas, comandada por Jean Reynier, barrieron a los defensas débiles del vallo de Diano y las estribaciones occidentales del Pollino, alcanzando el Campo Tenese, una meseta cubierta de nieve y expuesta al clima cerca de Morano Cálabro. Aquí, en la mañana del 9 de marzo el general Damas, cogido por sorpresa, trató de afianzar las tropas napolitanas en el suelo helado utilizando como sede un convento, a la espera de la llegada de refuerzos del ala del despliegue borbónico de Puglia (controlado desde Rosenheim). En vano espero Damas la ayuda de Rosenheim, y al darse cuenta de la imposibilidad de defender la posición, a pesar del buen comportamiento de las tropas, el general borbónico decidió retirarse al sur de Calabria, donde las tropas supervivientes seguirían la familia real a Sicilia. Las tropas de Rosenheim en Basilicata, sin embargo, al enterarse de la derrota del Campo Tenese, separados de las líneas de suministro y agotados por las marchas y el duro invierno que tuvieron que soportar un inexorable abandonamiento.
Únicamente las fortalezas de Civitella del Tronto (comandadas por el mayor Matteo Wade) y Gaeta (comandadas por el general Luis de Hesse-Philippsthal), así como una buena parte de Calabria, resistieron efectivamente a las tropas francesas. Fernando IV de Nápoles, derrotado, se trasladó nuevamente en Sicilia con toda la corte napolitana. Giuseppe Bonaparte, coronado rey de Nápoles, inauguró así la fundamental «década francesa».
Con la conquista francesa de gran parte de Italia, el trono de Nápoles se le concedió, en un primer momento, a José Bonaparte, hermano de Napoleón, y luego a Joaquín Murat, uno de los comandantes más brillantes del imperio napoleónico. Durante la década francesa, por lo tanto, la monarquía borbónica mantuvo el único Reino de Sicilia, mientras que los napoleónicos tomaron el control del Reino de Nápoles, que estaba dotado de un nuevo ejército y una nueva legislación napoleónica. Esta fuerza armada se usó en los frentes europeos más importantes, desde la guerra de Independencia española hasta la campaña de Rusia. El nuevo ejército napolitano también fue utilizado en el intento de Murat de unificar Italia, pero fue rechazado por la reacción austriaca. Los sucesos posteriores pusieron fin al breve pero intenso reino muratiano, cuyos sistemas militares tuvieron un impacto considerable en los adoptados posteriormente por el estado restaurado borbónico.

### La Restauración

#### Fernando I de las Dos Sicilias

Fernando I de las Dos Sicilias.

Con la Restauración hubo el nacimiento del Reino de las Dos Sicilias, la unión formal de los dos reinos de Nápoles y Sicilia: Fernando IV de Nápoles y III de Sicilia se convirtió así en Fernando I de las Dos Sicilias. Fue necesario estandarizar las leyes heredadas de los dos reinos y luego reorganizar la estructura de las fuerzas armadas. Se creó un «Consejo Supremo de Guerra» compuesto por generales de los dos ejércitos; pero las del antiguo Reino de Nápoles, en su mayoría muratianas, estaban presionando para mantener las normas introducidas en Nápoles durante el período napoleónico, incluyendo el reclutamiento, mientras que las del antiguo Reino de Sicilia se opusieron. El último ordenamiento de modelo «Murat», finalmente se estableció con la creación de 52 batallones de infantería, compuesto por 47.000 soldados, y 24 escuadrones de caballería, que constaba de 4.800 caballeros. Otros 5,000 hombres pertenecían a la artillería y a ingenieros, con un total de aproximadamente 57,000 hombres.
La revuelta constitucional en 1820, que estalló a causa de los oficiales de caballería Michele Morelli y Giuseppe Silvati, que sancionaban el encuentro entre el espíritu sectario y los militares. La demanda de una constitución estaba de hecho apoyada explícitamente por la mayoría de los líderes militares napolitanos, especialmente aquellos con una historia napoleónica, y finalmente fue aceptada por Fernando I. Este incidente provocó la reacción de la Santa Alianza, la cual, a través de la intervención de un ejército austríaco, decidió ocupar Nápoles militarmente para restaurar el absolutismo. El ejército constitucional napolitano, comandado por Guglielmo Pepe, fue derrotado en Antrodoco el 7 de marzo de 1821 por tropas austriacas, obligando finalmente a Fernando I a revocar la constitución. Después de la ocupación austríaca del Reino, el rey destituyó temporalmente al ejército, que se creía ampliamente que estaba contaminado por la infiltración de carbonarios, y reprimió el reclutamiento obligatorio. Por lo tanto, se pensó en dejar por un tiempo las tareas de la defensa del reino al contingente austriaco de ocupación. La reorganización de las tropas nacionales comenzó en 1823, pero a las unidades napolitanas se les asignaron inicialmente únicamente tareas policiales.

#### Francisco I de las Dos Sicilias

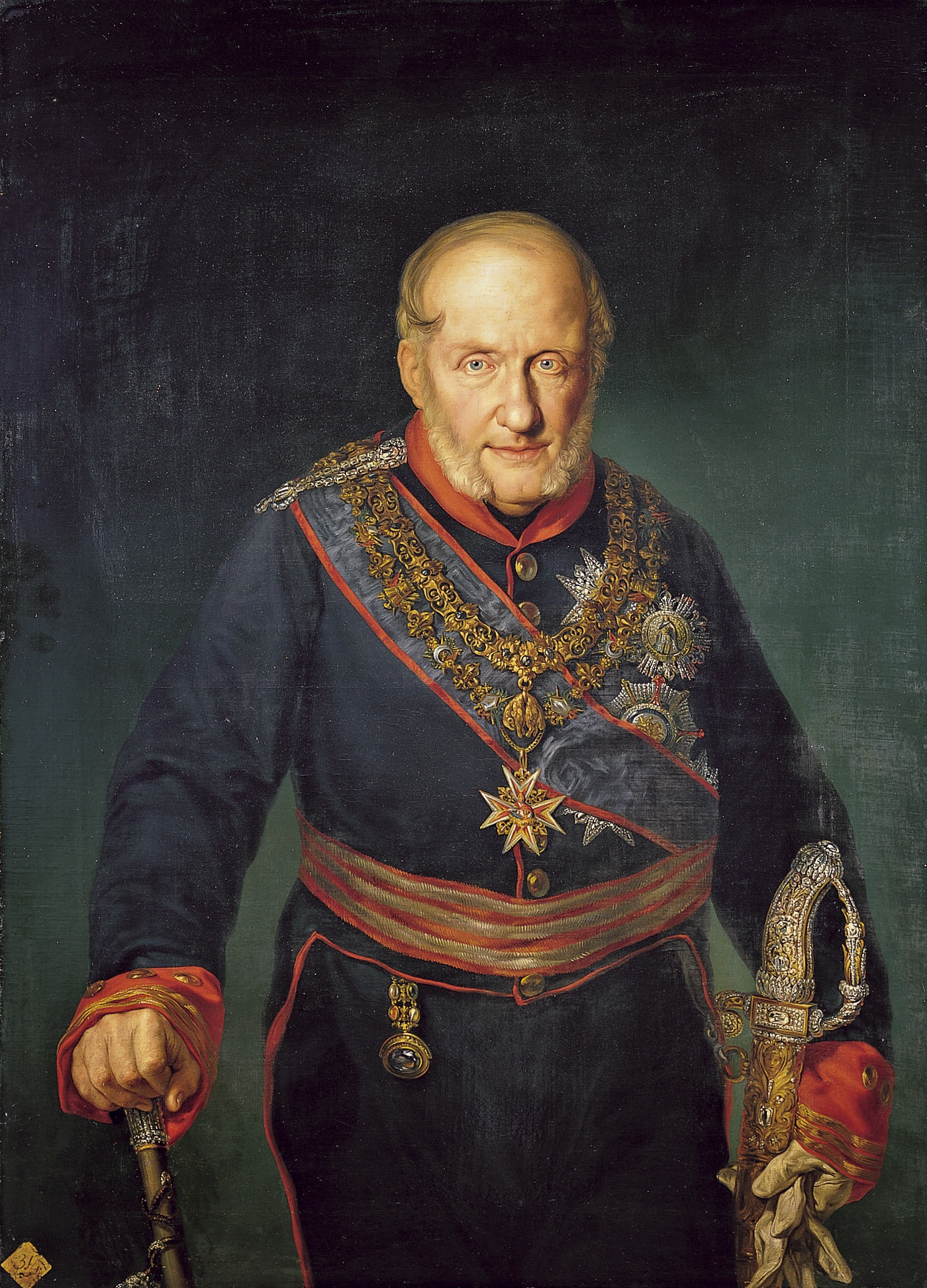
Francisco I de las Dos Sicilias.

A la muerte de Fernando I (4 de enero de 1825), su hijo Francisco decidió abandonar la protección de Austria, cuyas tropas se unieron al rescate de la monarquía borbónica durante los levantamientos de 1821, y todavía persistían en el reino a expensas del gobierno de Nápoles. Las tropas austríacas salieron de Sicilia en abril de 1826 y las provincias continentales en enero-febrero de 1827. Para compensar el despido de las tropas austriacas, el soberano decidió establecer cuatro regimientos de soldados profesionales suizos, con el objetivo de formar un sólido núcleo de tropas totalmente ajeno a los eventos políticos del reino. Aproximadamente seis mil soldados suizos llegaron al Reino de las Dos Sicilias: en 1825 se firmaron contratos de treinta años con los diversos cantones suizos para su reclutamiento.
En lo que respecta a las tropas nacionales, en 1827 se regresó a la organización de antes de 1821 y el reclutamiento obligatorio. La novedad más importante estuvo representada por la expulsión del ejército de todos los soldados que habían participado en los movimientos constitucionales, de los fieles muratianos y los presuntos carbonarios.
A la muerte de Francisco I, que ocurrió el 5 de noviembre de 1830, la composición del Ejército Real era la siguiente:
CASA REAL
- Compagnia delle Reali Guardie del Corpo
- Real Compagnia degli Alabardieri di Napoli
- Real Compagnia degli Alabardieri di Sicilia

GUARDIA REAL
- 2 Reggimenti di Granatieri della Guardia Reale
- 2 Reggimenti di Cavalleggeri della Guardia Reale
- Reggimento Cacciatori della Guardia Reale
- Mezza Brigata di Artiglieria a Cavallo
- Divisione del Treno della Guardia Reale

GENDARMERÍA REAL
- 8 Battaglioni di Gendarmeria a Piedi ed 8 Squadroni di Gendarmeria a Cavallo

TROPA DE LÍNEA
FANTERIA DI LINEA NAZIONALE
- 1.º Reggimento Re
- 2.º Reggimento Regina
- 3.º Reggimento Principe
- 4.º Reggimento Principessa
- 5.º Reggimento Real Borbone
- 6.º Reggimento Real Farnese
- 7.º Reggimento Real Napoli
- 8.º Reggimento Real Palermo
- 9.º Reggimento Siciliano
- 6 Battaglioni di Cacciatori

DIVISIONE SVIZZERA (ogni Reggimento era dotato anche di una sezione d'artiglieria)
- 1.º Reggimento "de Schindler"
- 2.º Reggimento "de Sury d'Aspermont"
- 3.º Reggimento "de Stockalper de La Tour"
- 4.º Reggimento "de Wyttembach"

CABALLERÍA DE LÍNEA
- Reggimento Re
- Reggimento Regina
- Reggimento Lancieri Real Ferdinando

CUERPOS OPCIONALES
CORPO REALE D'ARTIGLIERIA
- 2 Reggimenti d'Artiglieria a Piedi: "Re" e "Regina"
- Brigata Artefici Pompieri e Armieri
- Brigata Artiglieri Veterani
- Corpo Politico Militare di Artiglieria''
- Battaglione del Treno di Linea

CORPO REALE DEL GENIO
- Reale Officio Topografico
- Battaglione Zappatori e Minatori
- Battaglione Pionieri

INSTITUTOS DE EDUCACIÓN MILITAR
- Real Collegio Militare
- Scuola Militare

TROPA SEDENTARIA
- Real Casa degli Invalidi
- Reggimento Reali Veterani
- Comandi Territoriali
- Compagnie di Dotazione dei Forti

### Fernando II de las Dos Sicilias

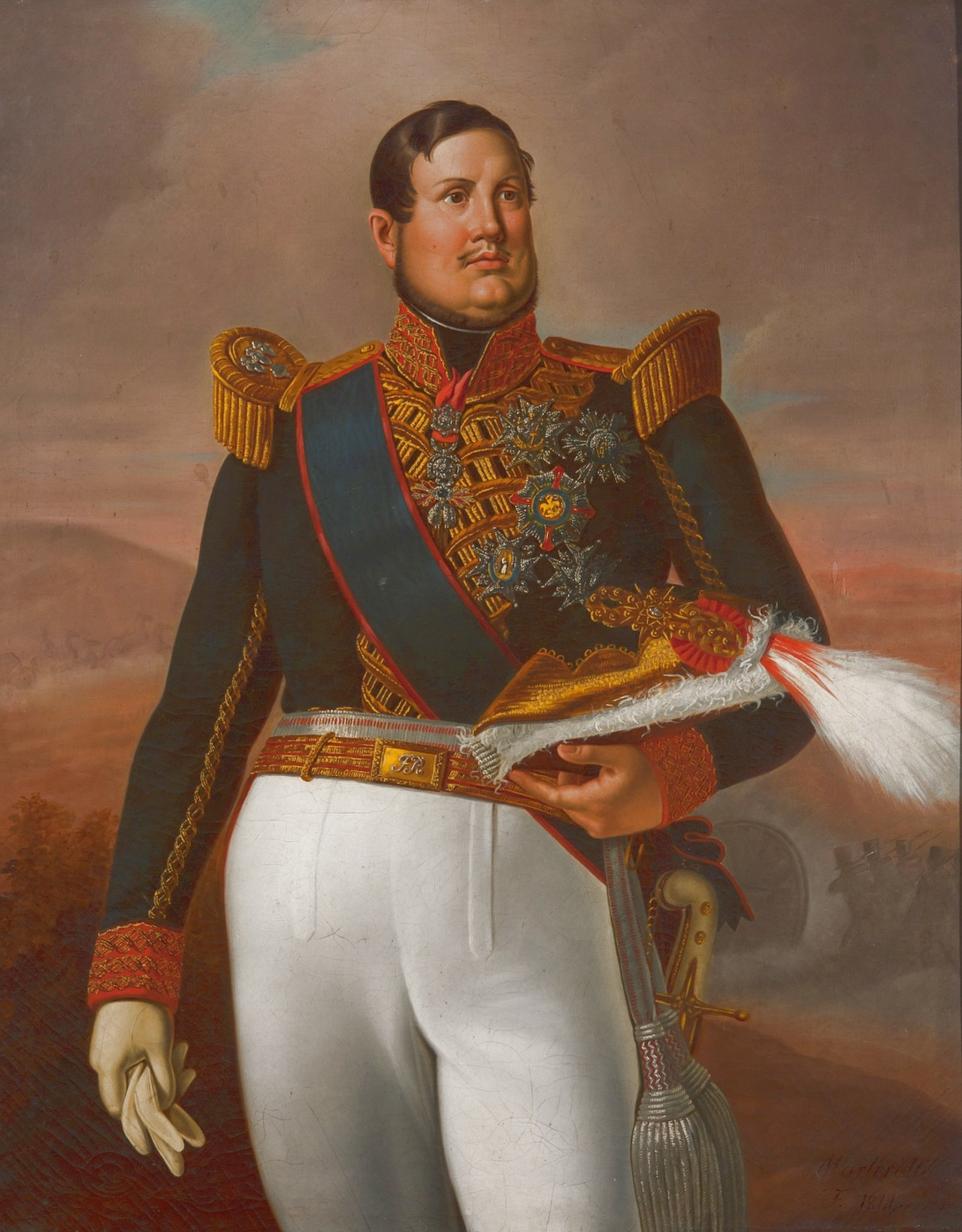
Fernando II de las Dos Sicilias.

Fernando II ascendió al trono con veinte años, el 8 de noviembre de 1830. A pesar de su corta edad, el nuevo gobernante estaba equipado con buenas habilidades militares por haber sido introducido en la vida militar a la edad de 15 años, desarrollando un interés en la organización de las fuerzas armadas. Desde su nombramiento como capitán general del ejército, que tuvo lugar en 1827, llevó a cabo una constante acción reformista: el ejército de las Dos Sicilias, de hecho, fue objeto de un cuidado diligente por parte del soberano. Acabado de tomar el trono, propuso reintegrar en sus deberes oficiales a los muratianos expulsados por Francisco I. Esta elección fue dictada por el deseo de beneficiarse de la experiencia de las guerras napoleónicas en posesión de estos oficiales: sus habilidades técnicas fueron juzgadas por la creación  fundamental de un soporte válido a la monarquía. Entre estos agentes estaba la figura del príncipe Carlo Filangieri, que en 1833 fue nombrado inspector de los Cuerpos opcionales (Artillería, Ingenieros, Escuelas), considerados en aquel tiempo la lanza del ejército borbónico.
En los años 1930 y 1940 se establecieron nuevos arreglos orgánicos. En el período 1831-34 se aprobó una nueva ley sobre reclutamiento: esta y otras reformas, inspiradas en el modelo francés del «Ejército de Cuarteles» (o permanente), estableció que los cuerpos del Real Ejército deberían formarse principalmente mediante el reclutamiento o la extensión del servicio militar, a fin de contar con una fuerza armada lo más profesional posible. En menos de una década, las reformas de Fernando modelaron un ejército esencialmente formado por profesionales, con un grupo sustancial de soldados de larga duración. La contribución de las clases de reclutamiento se redujo, lo que tuvo un impacto promedio en una cuarta parte del personal total (en tiempos de paz), en beneficio de los niveles de clasificación y capacitación. Todo esto contribuyó a que el Real Ejército pronto se convirtiera en una herramienta adecuadamente eficiente y moderna, adaptada a las necesidades nacionales e internacionales de la época, completamente renovada moral y materialmente.
La alta incidencia de departamentos seleccionados, especialmente cazadores y granaderos, aseguró una cierta capacidad para adaptarse a las realidades del terreno. La atención prestada a la artillería, ingenieros y las escuelas de formación proporcionó a la fuerza armada un alto nivel de calificación cultural. La caballería, más fuerte de las muchas granjas y de las tradiciones la hicieron uno de los mejores cuerpos del ejército borbónico, contaba con una especialidad diversificada —dragones, lanceros, húsares, cazadores de caballos y policía— que aseguraba la movilidad y adaptabilidad en todos los entornos operativos.
Fernando II emprendió el fortalecimiento del ejército también recurriendo a una política económica autosuficiente, a este respecto De Cesare escribe:

Todo lo que era necesario para el ejército fue construido o proporcionado en el Reino. En Mongiana estaba construyendo los materiales metalúrgicos para la artillería, los cañones fundidos en Nápoles, en Torre Annunziata se hicieron los fusiles, en Pietrarsa la máquina para la madera de guerra, en Scafati la pólvora, en Capua había una fábrica de fuegos artificiales y en Nápoles una oficina topográfica, dirigida por el coronel ingeniero Visconti, un matemático de gran valor. En Castelnuovo había una sala de armas antigua y moderna, bastante importante.

El ejército reformado por Fernando fue inmediatamente puesto a prueba tanto en el frente interno como en el extranjero durante el período de dos años 1848/1849. Participó en la Primera Guerra de la Independencia Italiana dando una excelente prueba a sí mismo en las batallas de Curtatone y Montanara y Goito, y puso en marcha una operación naval decisiva para recuperar Sicilia después de que los movimientos de los años 1848.

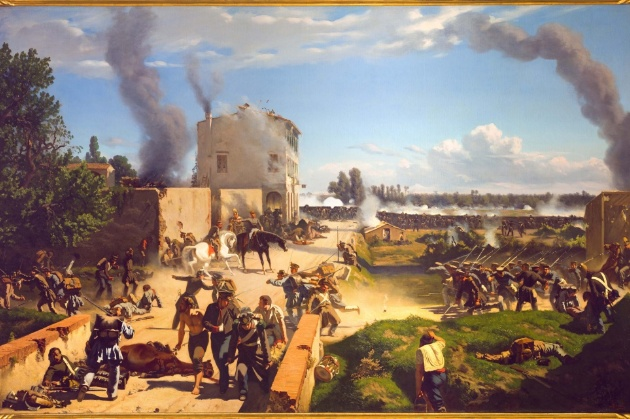
Batalla de Curtatone e Montanara, 19 de mayo de 1848

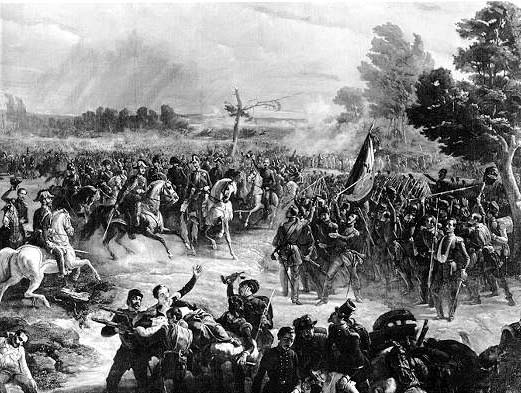
Batalla de Goito, 30 de mayo de 1848

En 1848 Fernando II, montando el clima de grandes aperturas políticas de la época, decidió dar Manforte el Savoy y otros italianos estaban en guerra con el "Imperio de Austria. El 29 de mayo de 1848, en Montanara, el 10º regimiento de infantería "Abruzos" y el batallón de los voluntarios napolitanos, a lo largo de los voluntarios de la Toscana con un total de 5.400 hombres, se encontró con que tenían que hacer frente a unos 20.000 austriacos comandados por el mariscal Joseph Radetzky. A pesar de la abrumadora inferioridad numérica, las tropas napolitanas lucharon con gran entusiasmo, atacando la bayoneta varias veces. Posiciones de artillería austríacas para mantener el puesto. En la batalla de Curtatone y Montanara, 183 soldados y voluntarios napolitanos cayeron. La habilidad mostrada por las tropas borbónicas en esta ocasión fue recompensado por el Carlos Alberto de Cerdeña con la transferencia a los napolitanos muchos honores Savoy. El siguiente 30 de mayo en Goito los departamentos del 10 ° Regimiento de Infantería "Abruzzi" nuevamente se convirtieron en protagonistas, ya que se les ordenó mantener el cargo a cualquier costo para frenar el avance austriaco. Los napolitanos resistieron el golpe de Radetzky y mantuvieron el cargo con gran sacrificio, favoreciendo de manera decisiva la victoria final de Cerdeña. También en esta ocasión muchos oficiales napolitanos fueron condecorados con los honores más altos de Saboya a manos del propio general Eusebio Bava, el comandante piamontés del sector.

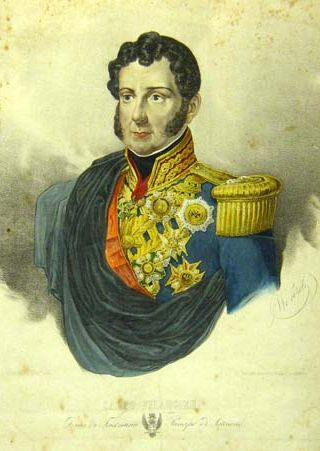
Teniente general Carlo Filangieri

Después de la revolución siciliana de 1848, Fernando decidió enviar un cuerpo expedicionario anfibio a Sicilia para reprimir a los movimientos populares. El 6 de septiembre de 1848, después de un largo bombardeo de la ciudad de Messina por tierra y mar, junto con las tropas reales Cittadella, que no se habían rendido a los insurgentes, atracó cerca del regimiento de la ciudad la «Royal Navy» (fuerzas navales) que después de una dura lucha, creó una cabeza de puente que hizo posible el desembarco de los otros contingentes terrestres. Las tropas del Real Ejército, comandadas por el teniente general Carlo Filangieri, en mayo de 1849, reconquistaron toda la isla y la devolvieron bajo la dominación de los Borbones. Esta operación de guerra fue elogiada por muchos observadores extranjeros por el uso efectivo de las tropas de desembarco.
Sin embargo, la experiencia de la participación en la primera guerra de independencia y la represión de los movimientos sicilianos había desencadenado algunos mecanismos delicados. Las tropas generalmente mostraron lealtad a la corona, eficacia profesional y receptividad. Pero cuando la orden de regresar a Nápoles llegó a la Fuerza Expedicionaria de Bourbon en el norte de Italia comandada por Guglielmo Pepe (mayo de 1848), lo que le obligó a abandonar las operaciones contra los austriacos, una parte de los oficiales y soldados se rebelaron por la humillación de tener que regresar —trágicamente simbólica la historia del coronel Carlo Lahalle, que se suicidó antes de su brigada—. Muchos funcionarios napolitanos famosos, incluidos Guglielmo Pepe, Enrico Cosenz, Cesare Rosaroll, Girolamo Calà Ulloa, Carlo Mezzacapo y Alessandro Poerio, continuaron la campaña participando en la defensa de Venecia. Muchos se debatieron entre el sentimiento de lealtad al soberano y el de la causa nacional. El discriminador político, reprimido en los primeros veinte años del reinado de Fernando, ahora resurgió como autoritario, comenzando lentamente a romper la compacidad de la fuerza armada.
Después de 1848 y hasta la muerte de Fernando II, el Reino vivió una década de «inmovilidad» que tuvo una influencia decisiva en los acontecimientos posteriores. El Ejército Real, que en 1849 había permitido al rey restaurar el absolutismo sin ayuda externa, continuó siendo objeto de considerable atención, pero la reafirmación y el endurecimiento de absolutismo borbónico reverberó con un creciente ejército de control político soberano sobre la fuerza armada. Esto generó el éxodo de toda una generación de jóvenes oficiales, quienes, siguiendo el giro reaccionario de Fernando II, adoptaron los ideales liberales y la causa italiana. La consecuencia más seria en efectividad de las fuerzas armadas en ese momento era entonces la ausencia completa de un cambio generacional válido para reemplazar la vieja clase dominante de los muratianos, para los que en los momentos críticos de 1860 todavía estaba firmemente al mando del ejército real —la edad media de los generales era a menudo más de 70 años—. Todo esto produjo una gran consecuencia práctica ineficaz en la acción —o más bien, la falta de acción— de los líderes militares borbónicos durante las operaciones en 1860, lo que, de hecho, decretó muchos fracasos militares que finalmente llevaron a la conquista del reino por los ejércitos de Cerdeña y de Giuseppe Garibaldi.

### Francisco II de las Dos Sicilias

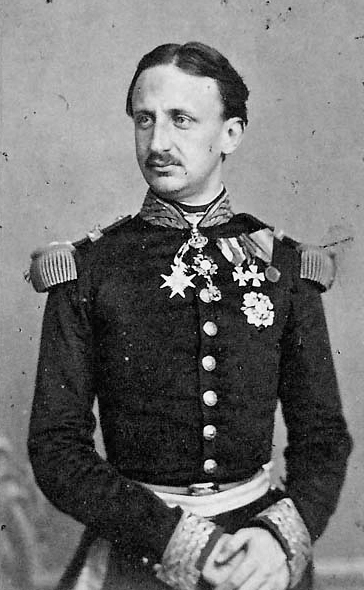
Francisco II Rey de las Dos Sicilias, Infante de España hacia 1865.

El último gobernante de las Dos Sicilias, a diferencia de su padre, fue privado de habilidades militares. En el primer período de su reinado hubo una revuelta de los Regimientos suizos (7 de julio de 1859), causada por acontecimientos todavía controvertidos, cuyos soldados regresaron en gran medida a su patria. Con los soldados restantes, se formaron batallones «extranjeros» en los que muchos voluntarios suizos y bávaros se unieron a los suizos. Incluso sin la contribución de estos regimientos disciplinados y agresivos, el ejército de las Dos Sicilias seguía siendo muy numeroso y bien armado.
En reales episodios —en este caso, la expedición de los Mil— oficiales dirigentes de este ejército, sin embargo, no fueron capaz de resistir el impacto de un ejército irregular, menos numerosos, mal armados y aparentemente desorganizado. Dependiendo del espectro político, los historiadores de la época han atribuido el colapso de las Dos Sicilias al valor de Giuseppe Garibaldi o la traición de muchos generales borbónicos. La debilidad estructural del ejército real, sin embargo, fue evidente desde el principio y debe ser atribuida a una serie de factores, incluyendo el aislamiento diplomático, la crítica situación de la política italiana y napolitana y, sobre todo, la negativa de los oficiales superiores, a menudo personas ya mayores, para explotar la clara superioridad de los hombres y los recursos por razones esencialmente políticas. Muchos de los dirigentes de los ministerios borbónicos estaban convencidos de que la guerra sería interrumpida por la acción diplomática de las potencias extranjeras, contra lo que se consideraba una invasión ilegítima. Sin embargo, el aislamiento político en el que Fernando II había relegado al Reino después de 1848 hizo que este evento fuera imposible. 
Un ejemplo claro de este tipo de comportamiento por parte de la alta dirección borbónica tuvo lugar en la batalla de Calatafimi, la primera de la Expedición de los Mil, donde los cazadores del Batallón de 8.º —superiores en formación y medios que Garibaldi—, comandados por Francesco Landi recibieron en enero la inesperada orden de retirarse justo en el momento en que los Mil parecían resignados a la derrota. O la orden del general Ferdinando Lanza en Palermo de poner fin a las hostilidades en la «columna "Von Mechel"» que, habiendo llegado a la capital siciliana después de una persecución agotadora de Garibaldi en el interior de la isla, estaba a punto de derrotar todas las defensas revolucionarias. La batalla de Milazzo (20 de julio de 1860) y el abandono total de Calabria en las manos de Garibaldi —donde hubo muchos episodios perturbadores de traición por parte de oficiales superiores — claramente se mostró la impresión de que el gobierno napolitano estaba buscando una solución diplomática al conflicto.
No faltaron todavía muchos episodios de reacción vigorosa —por ejemplo, l resistencia en Gaeta, en Messina y Civitella del Tronto y la batalla del Volturno, la más grande en el curso de los Mil— en la que, incluso en la derrota, todos los mandos del ejército dieron «un notable ejemplo de valor militar y fidelidad moral y política». Francisco II y los generales que se mantuvieron leales a la corona, tenían la comprensión de que el Reino se había convertido en diplomáticamente aislado y dejado a su suerte por la comunidad internacional, decidieron salvar la ciudad bien fortificada de Nápoles de las consecuencias de un asedio final y realizaron un último gran esfuerzo de resistencia a lo largo del río Volturno y en las plazas de la llanura de Campania. Creían que la parte norte del reino sería mucho más fácil de defender y que habría sido un buen punto para la contraofensiva y la posterior reconquista del reino.
Las primeras peleas entre el ejército borbónico y el de Garibaldi en la línea de Volturno ocurrieron cerca de Caiazzo. Aquí el general Colonna de Stigliano informó de una brillante victoria sobre las camisas rojas del húngaro Stefano Turr, haciendo muchos prisioneros entre las líneas enemigas y capturando las banderas.
El 1 de octubre de 1860, las tropas borbónicas de la fortaleza de Capua tomaron la ofensiva y obligaron a Garibaldi a abandonar la iniciativa. La reacción borbónica y superioridad táctica del Real Ejército de este modo puso en grave crisis a través de la alineación partidista, que parecía a punto de derrumbarse, hasta la llegada inesperada de las tropas del ejército de Cerdeña a darles soporte. Capua, con la llegada de los piamonteses, fue objeto de un largo bombardeo con las nuevas piezas estriadas de largo alcance suministradas a la artillería sarda, provocando el rendimiento después de una resistencia tenaz. Al mismo tiempo, se libró la batalla decisiva sobre el Volturno: la victoria habría representado para los Borbones una posibilidad real de recuperar el reino.

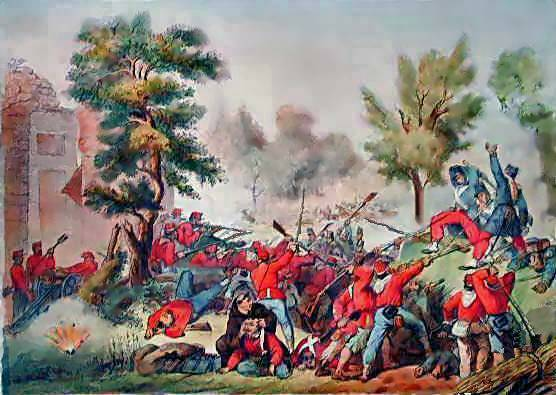
Litografía de la batalla del Volturno, combate en Santa Maria Maggiore.

La batalla del Volturno fue la única batalla real de la guerra, dura y sangrienta para ambas partes. Los Borbones, libres al fin para poder maniobrar en el campo abierto, aunque muy debilitados por los acontecimientos del pasado, la condujo de una manera ofensiva, comportándose con valor y éxito en muchos puntos para abrir huecos peligrosos en el campo partidario. Sin embargo, el Estado Mayor del Real Ejército no aprovechó la situación favorable y evitó concentrar la fuerza de impacto de la ofensiva en un único punto decisivo. En su lugar, optó por un gran número de ataques generalizados en una vasta arena, parando así la oleada ofensiva de las tropas y derrotar con las victorias en muchos de los puntos de la línea oponente. A esto se sumó el inesperado abandono de la costa de Campania por parte de la flota francesa, que al hacerlo dejó este lado descubierto a las tropas borbónicas —a pesar de las promesas de ayuda hechas a Francisco II por Napoleón III —. Aprovechando circunstancias favorables, la flota de Cerdeña pronto se posicionó a lo largo de la costa de Campania, comenzando a bombardear asiduamente el flanco de la línea borbónica situada a lo largo de la costa.
Bajo estas condiciones, el Real Ejército se vio obligado a retirarse, intentando una última resistencia desesperada más al norte en la línea Garigliano. En esta ocasión, los soldados cazadores dieron una buena prueba de su capacidad militar, llegando a bloquear con un puñado de hombres el avance de toda la línea del adversario hasta el último sacrificio, causada por el bombardeo de artillería naval de la flota de Cerdeña (episodio magistralmente narrado por Carlo Alianello en su obra l'Alfiere. La resistencia en el Garigliano permitió que el gobierno y la familia real napolitana se refugiaran en la fortaleza de Gaeta, junto con los departamentos militares supervivientes borbónicos, alrededor de 13 000 soldados de varias armas.

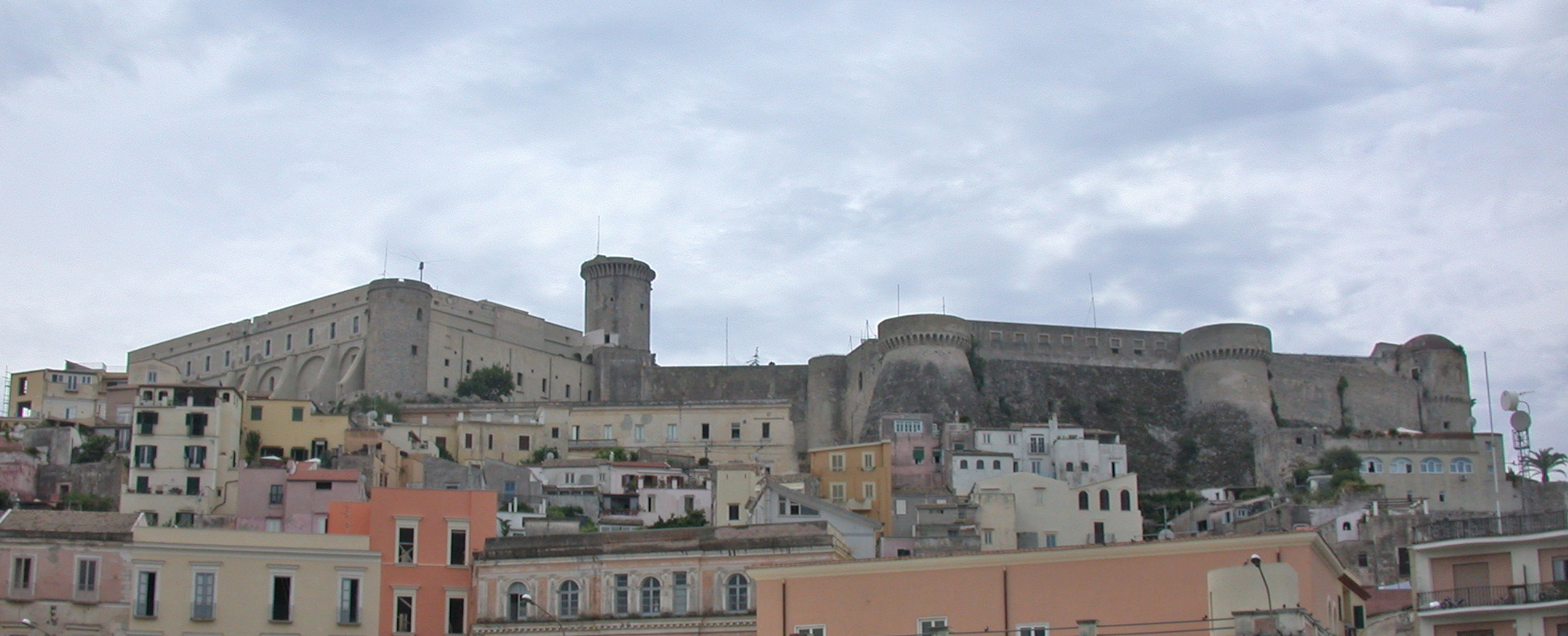
Panorama del Castillo de Gaeta.

El asedio de Gaeta se consumó al final de la épica resistencia de Francisco II: cuatro meses de incesante bombardeo de piezas de largo alcance, sin suministros y sin provisiones, con apuestas ofensivas periódicas fuera de los muros de la ciudadela. Todo esto, sin embargo, no debilitó la resistencia de los últimos soldados del ejército de las Dos Sicilias, animados únicamente por el deseo de no rendirse en una guerra ya perdida. Al final del asedio, que tuvo lugar el 13 de febrero de 1861, había más de 1.500 muertos y desaparecidos entre los defensores —más de 800 heridos fuera de las murallas—. Entre las tropas de Saboya, en cambio, había 50 muertos y 350 heridos. Francisco II y su esposa María Sofía de Baviera se refugiaron en Roma junto con los restantes ministros borbónicos, desde donde lideraron algunas fases de la resistencia armada en las Dos Sicilias después de la unificación de Italia.
Los últimos núcleos de la resistencia borbónica fueron las fortalezas de la ciudadela de Messina y Civitella del Tronto. La ciudadela de Messina, tras la ocupación de la ciudad por los partidarios el 27 de julio, comandado por el general Fergola y con unos 4.000 hombres, tres regimientos de infantería y uno de artillería, se rindió, después de resistir el asedio, al general Cialdini el 12 de marzo de 1861.
En la fortaleza de Civitella del Tronto por el contrario, la defensa se confió a algunos departamentos territoriales y gendarmería con un total de aproximadamente 500 hombres, asistidos por la población local. A pesar de ser una de las mayores de Europa, consciente de numerosos asedios fuertes, la importancia estratégica de Civitella del Tronto en 1861 fue casi nula, porque las carreteras principales se encontraban a lo largo de la costa de Abruzzo, lejos de la ciudadela, y que por esta razón estaba en ese momento en proceso de restauración. Sin embargo, aquí la resistencia era más tenaz, y la bandera borbónica de Civitella fue la última en ser bajada. El comandante de la fortaleza, el capitán de la gendarmería Giuseppe Giovine, se encontró con unos pocos cientos de hombres y algunas armas anticuadas, sin perspectivas de victoria, fue Pinelli, quien llevó a cabo una lucha sin cuartel contra los resistentes, reprimiendo dura y sumariamente todos los intentos de resistencia. Las últimas tropas borbónicas pero intentaron varias veces las incursiones ofensivas fuera de las paredes, pero el hambre, la enfermedad y la falta de armas y municiones debido al largo asedio, al final significó la rendición. Civitella se rindió el 20 de marzo de 1861, después de 6 meses de asedio, el día en que algunos oficiales y suboficiales de la fortaleza fueron fusilados por «bandidaje».
De esta manera terminó la historia militar de las Dos Sicilias, cuyos soldados, en esos meses trágicos, en general se mantuvieron cada vez más combativos y fieles con sus principales mandos. El 15 de febrero de 1861, Francisco II se despidió de su ejército al dirigir las siguientes palabras a sus soldados:

... gracias a ti es el honor del Ejército de las Dos Sicilias. Cuando mis queridos soldados regresen al seno de sus familias, los hombres de honor inclinarán sus cabezas al pasar ...
 Francisco II de Borbón, rey del Reino de las Dos Sicilias, 15 de febrero de 1861. 

En el momento de la rendición de Gaeta, el Real Ejército había sufrido pérdidas de unos 23,000 hombres entre muertos, desaparecidos y heridos.

## Organización
La administración, la justicia y el mando de las tropas se integraron en el Ministerio de Guerra y Marina (Ramo Guerra), que se implementaron a través de cuatro órganos colocados bajo su propia autoridad. Sobre el Ministerio de Guerra estaba el soberano, Capitán General del Ejército.
Las tareas de la administración y el control de los gastos fueron confiadas a la Intendencia General del Ejército, una institución creada en 1817 y colocada bajo la dirección de un intendente general de nominación real (un Mariscal de Campo). La intendencia general tenía jurisdicción sobre el control del gasto militar, que en el Reino generalmente correspondía a más de un tercio del gasto público total. La alta incidencia del gasto militar en la inversión pública total, además de indicar la alta estima en que el rey llevó a cabo con las fuerzas armadas, demuestra la importancia de las industrias militares en el tejido económico del reino en este trabajo. Estos gastos fueron manejados de manera local por los Consejos de Administración, dependientes de la Autoridad General, presente en cada regimiento del ejército o unidad aislada. Estas Juntas de Directores también tuvieron que supervisar la calidad de los contratos e informar cualquier entrada y / o salida a otro organismo del Ministerio de Guerra, las Inspecciones de Armas (o la Dirección General).
La Inspección de armas (o Dirección General) realizaron funciones de supervisión administrativa y cuerpos de papel técnico de asesoramiento. En el caso de los Cuerpos opcionales (Artillería, Ingenieros y Escuelas), los poderes de la Dirección General también se extendieron a la gestión y dirección de las fábricas militares de materiales. Merecen una mención particular la Dirección General de los hospitales que dependían todo el Servicio de Salud del Ejército y del Cuerpo Sanitario. El hospital militar más importante (llamado Hospital Central) fue uno de los Trinita dei Pellegrini Santissima, ubicado en Nápoles (500 admisiones). Los hospitales de primera clase (300 admisiones) se ubicaron en Nápoles, Palermo, Capua, Nocera y Pescara. Los hospitales de segunda clase (200 hospitalizaciones) se localizaron en Caserta, Gaeta, Nola y Messina. Los hospitales de clase III (100 admisiones) se ubicaron en Cava, Trapani y Siracusa. Los Ospedaletti (50 hospitalizaciones) se ubicaron en Chieti, Ischia, Tremiti, Ponza y Milazzo.
El tercer órgano del Ministerio de Guerra era el Comando General de Armas, incluía el personal del cuerpo de ejército. El servicio y los movimientos de las tropas dependían de este órgano. El Estado Mayor del Ejército en tiempo de paz se dividió en el Comando General de Nápoles (provincias de este lado del Faro) y el Comando General de Palermo (provincias más allá del Faro). El Comando General de Nápoles a menudo estaba en contacto directo con el soberano, evitando así las funciones del Ministerio de Guerra, que se vio obligado a sancionar las órdenes del rey «ex post». El Comando General de las órdenes había ramificado comandantes militares de las diversas provincias continentales y de Sicilia, que, a su vez, los transmitían a los mandos de guarnición a través de controles de los comandos de las plazas de armas. Las plazas de armas (castillos o fuertes) se subdividieron en varias clases según la importancia y las infraestructuras instaladas.

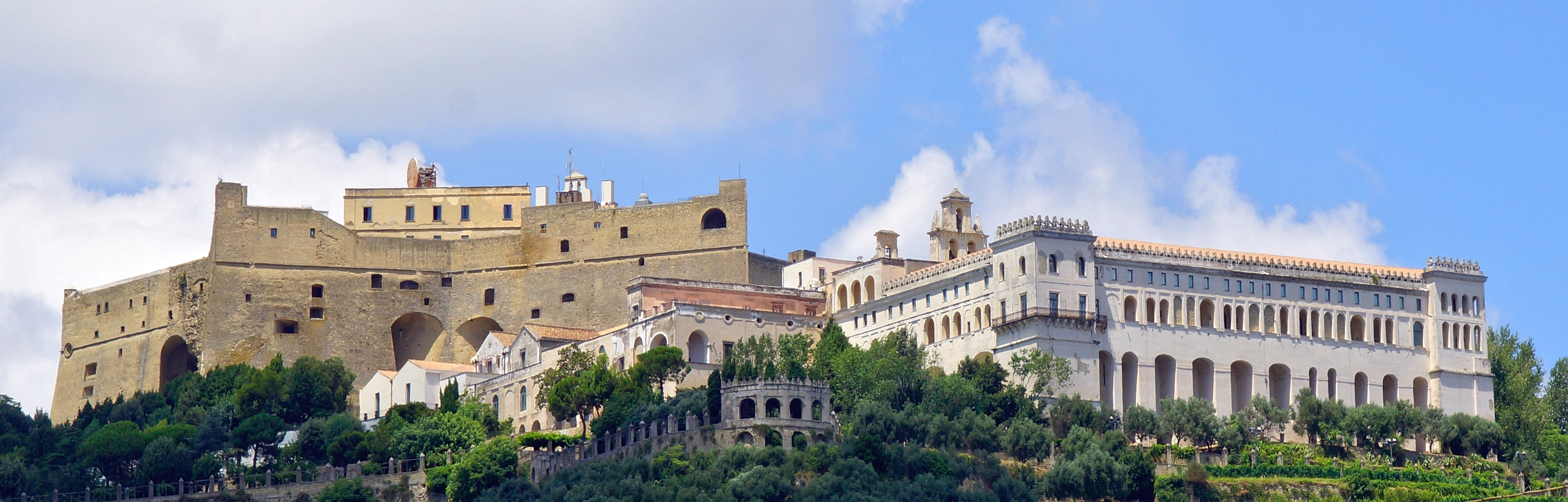
Vista del Castel Sant'Elmo, plaza de II Clase en Nápoles.

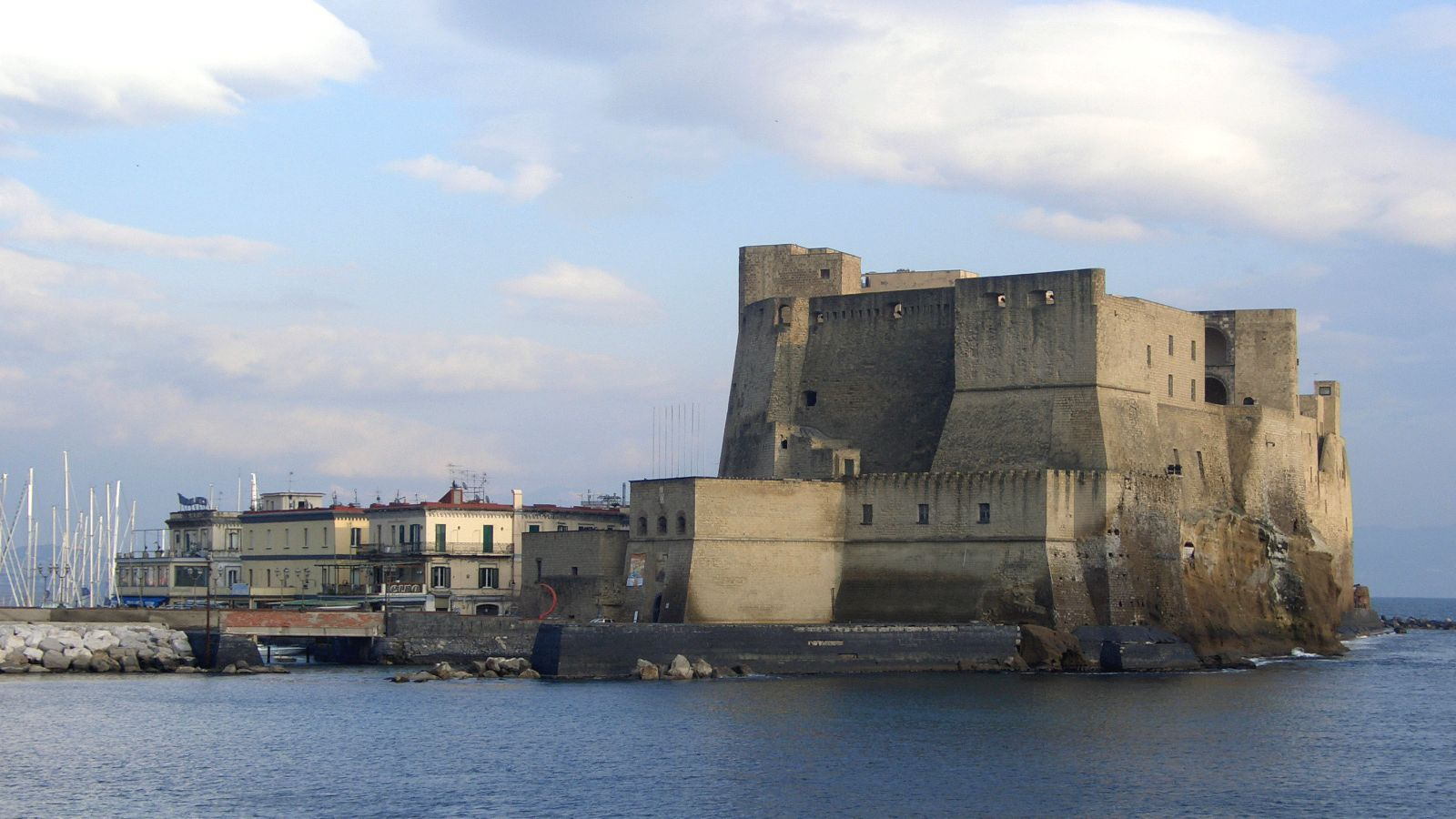
Vista del Castel dell'Ovo, plaza de III Clase en Nápoles.

- Las plazas de I clase fueron las de Nápoles, Gaeta, Capua, Palermo, Messina y Siracusa.
- Las plazas de II clase fueron Castel Sant'Elmo (Nápoles), Castel Nuovo (Nápoles), Pescara, Tarento, Civitella del Tronto, Castello a Mare (Palermo), ciudadela de Messina, Trapani y Augusta.
- Las plazas de III Clase eran Castel dell'Ovo (Nápoles), Forte del Carmine (Nápoles), Forte Ischia, Forte di Baia (Bacoli), Capri, Ponza, Milazzo, Ustica, Pantelleria, Termini Imerese, Favignana, Girgenti y Lipari.
- Plazas de IV Clase fueron Gallipoli, Forte Mare (Brindisi), Manfredonia, San Domino, Barletta, L'Aquila, Crotone, Granatello (Portici), Ventotene, Santo Salvador Forte (Messina), Torre Faro (Messina), Licata, Castillo de Colombaia (Trapani), Capo Passero Forte muelle de Palermo, Forte Gonzaga (Messina), Forte San Giacomo (Favignana), Forte Santa Caterina (Favignana), Fuerte de San Leonardo (Favignana) Pozzallo.

El cuarto órgano del Ministerio de Guerra era responsable de la administración de la justicia militar y tomó el nombre de Tribunal Superior Militar. Fue presidido por un teniente general y compuesto por 6 jueces ordinarios y 4 jueces extraordinarios. Su función era la de un tribunal que revisa las sentencias emitidas por los órganos de justicia periféricos, a saber:
- Consigli di Guerra di Corpo: operando a nivel de regimiento o batallón, responsables de los crímenes cometidos por los soldados, suboficiales y oficiales jóvenes del mismo cuerpo sin la complicidad de civiles.
- Consigli di Guerra di Guarnigione: que operaban para cada comando de plaza (o provincia) y también eran competentes para los crímenes cometidos por soldados de diferentes cuerpos.
- Consigli di Guerra di Divisione:  nombradas por orden expresa del ministro de Guerra, responsable de crímenes cometidos por oficiales superiores y generales.

Algunos de los consejos de guerra tenía que ser de igual rango que el acusado, y el otro más alto. Por lo tanto, en los tribunales los soldados y oficiales estaban sentados en el mismo Consejo. Por consiguiente, el Tribunal Supremo podría confirmar o cancelar las opiniones de los órganos periféricos y por razones de mérito del procedimiento. En el caso de delitos particularmente graves, sin embargo, se designó un Consejo de Guerra repentina que tuvo lugar en las 24 horas siguientes al evento del crimen, para el resumen, y cuya sentencia no era apelada. Los castigos por delitos militares fueron: muerte, cadena perpetua, el trabajo forzado, el encarcelamiento, la degradación y el castigo corporal por último —paso de los militares a un ritmo lento en un corredor de soldados compañeros con palos y transferencia a los batallones disciplinarios—.

### Leva y reclutamiento

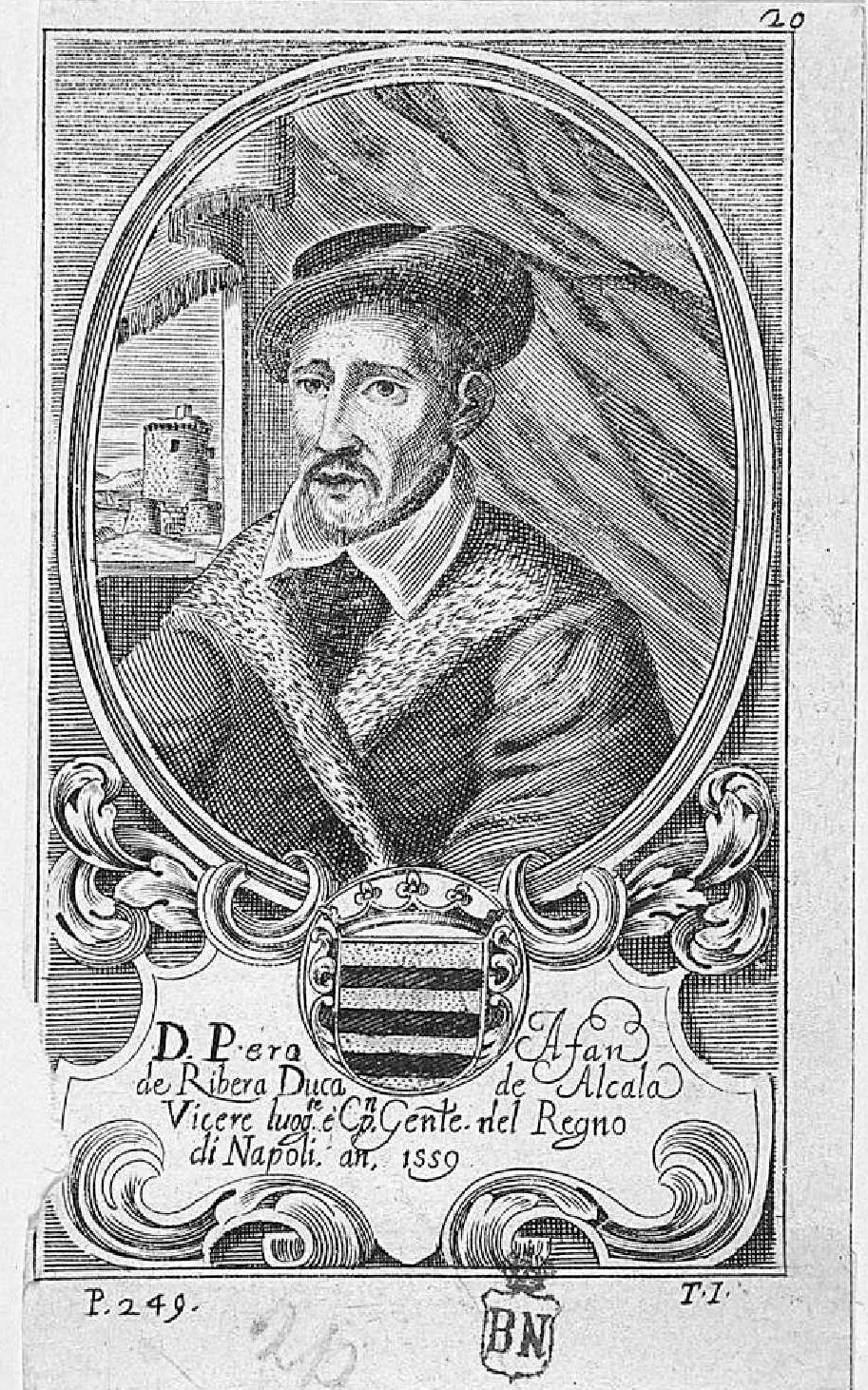
Per Afán de Ribera y Portocarrero. Grabado calcográfico anónimo recogido en Teatro eroico, e politico de'governi de'Vicere del Regno de Napoli, de Domenico Antonio Parrino, Nápoles, 1692-1695. Biblioteca Nacional de España.

El primer ejemplo de servicio de leva en el Reino de Nápoles se remonta a 1563, cuando el virrey español Per Afán de Ribera y Portocarrero estableció una «milicia provincial» cuyo trabajo era proporcionar tropas para complementar a los ejércitos imperiales en caso de guerra. La consistencia de la milicia provincial varió con el tiempo en función de las necesidades: en el primer período se exigía 5 hombres por cada 100 «fuegos» (familias), de manera que forman 74 grupos de 300 hombres cada uno. A fines del siglo XVII, el número de las compañías de Milicia era 112, reunidas en 9 «sergencias» principales. La milicia provincial fue suprimida temporalmente por el virrey austríaco Wirich Philipp von Daun de 1708-1711 y en los años inmediatamente posteriores a la llegada al trono de Carlos de Borbón (1734). Sin embargo, el nuevo gobernante también reactivó la milicia en 1743 con el objetivo de formar a seis regimientos de línea «nacional», que más tarde se distinguieron en Velletri.
A partir de 1782 la Milicia Real, también llamado Batallón real, fue transformado por el ministro John Acton en una reserva de movilización para el ejército de 15.000 hombres, reclutados por sorteo entre los campesinos, que iban a contratar una empresa de diez años con una obligación simple de instrucción dominical —más 8 revistas y una reunión anual—. Esta reserva se dividió en 120 compañías de 125 hombres cada una, distribuidas entre los diversos coroneles del reino. La Royal Militia cesó sus funciones en 1800, cuando fue reemplazada por una milicia voluntaria basada en las «masas» del ejército sanfedista.
Un despacho real del 5 de agosto de 1794 ordenó por primera vez una leva de 16,000 reclutas para el Ejército, además de reservistas de la Real Milicia, para elegir entre hombres entre 18 y 45 años, no casados y de alrededor de 165 cm de altura, en una proporción de 4 hombres en 1000, de forma voluntaria o por sorteo («por vía del Bussolo, a ser practicada en el parlamento público»).
Con el empeoramiento de la situación política internacional, tras el Real Edicto de 24 de julio de 1798, se consagró oficialmente en el reino borbónico el principio de la obligación general y personal de defensa armada del país, haciendo soldados desde el nacimiento de todos los individuos. Los hombres de 17 a 45 años eran reputados por soldados efectivos adscritos a los diferentes órganos» y mantienen «el deber indispensable para presentarse a dichos órganos con el fin de proporcionar el servicio militar» en caso de movilización general. La movilización de 1798 por lo que amplió así la base del sorteo, lo que requería 10 hombres por cada 1.000 personas —con el fin de movilizar un total de unos 40.000 reclutas en el reino—. 

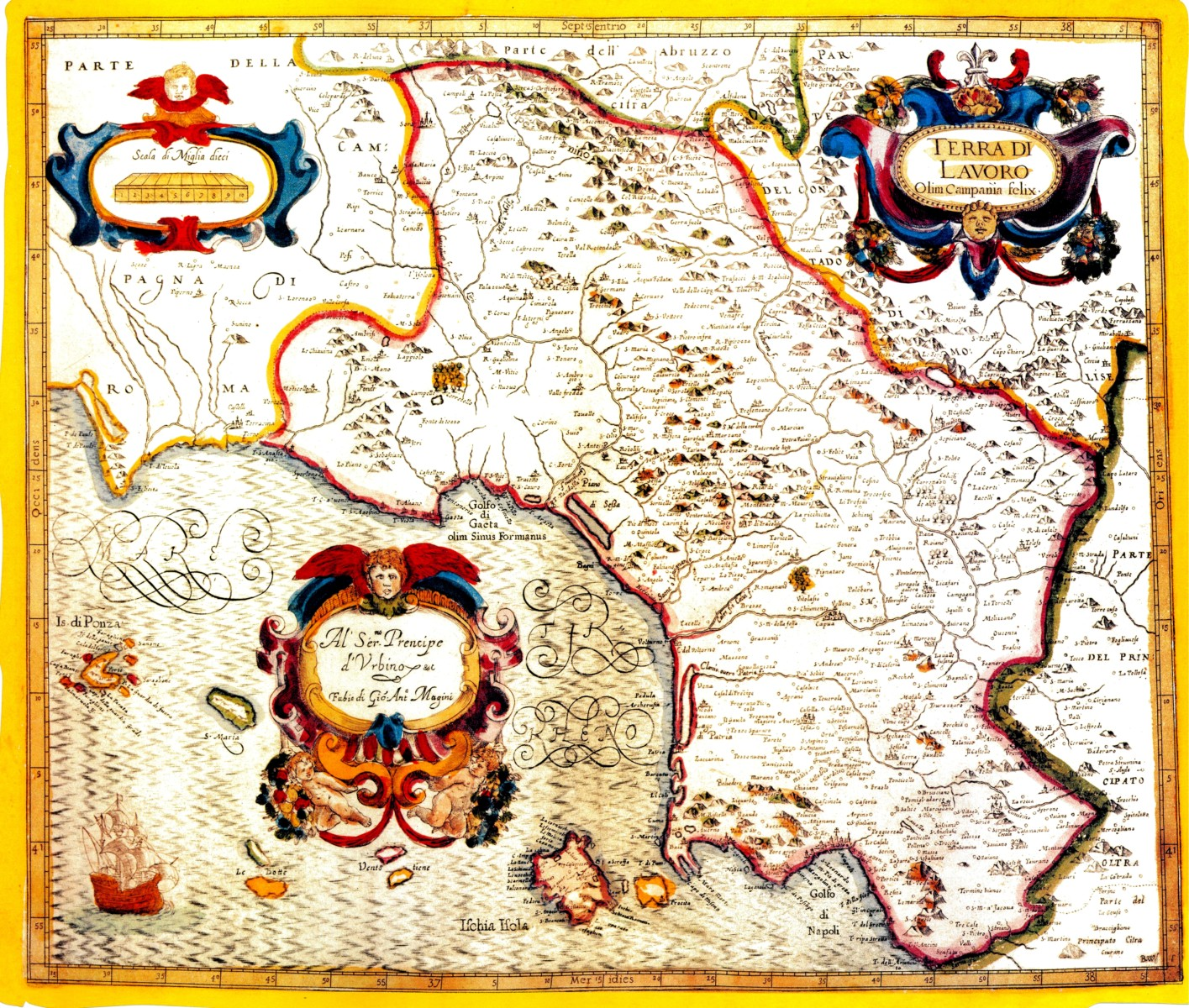
Terra di Lavoro

La llamada a las armas fue capaz en gran medida a la consecución de los objetivos numéricos, a pesar de algunos disturbios en Calabria y en Terra di Lavoro, aunque no proporcionó el entrenamiento y equipo adecuado antes de la ocupación francesa. Después de la restauración, en 1805, en el reino borbónico se decidió restablecer la leva para reclutar a 30.000 hombres con una tasa oficial de 7,5 por mil entre todos los sujetos con una edad entre 20 y 40 años. En previsión de una nueva confrontación con el  Francia napoleónica, cada regimiento tuvo el número de reclutas necesarios para completar lo más rápidamente posible el personal de guerra.
Durante el reinado de Joaquín Murat, el número de conscriptos aumentó considerablemente y en 1810 se eliminó cualquier otro método de reclutamiento utilizado anteriormente. En 1816, con la Restauración,  el reclutamiento se redujo de nuevo: se requirieron 3 reclutas cada 2.000 habitantes con edades comprendidas entre 21 y 25 años, la empresa había durado seis años para la infantería y 9 de soldados de artillería y la caballería.
Tras los acontecimientos de 1820 y la posterior reorganización del ejército real era necesario aumentar gradualmente la incidencia de reclutamiento: la ley de 28 de febrero de 1823 decidió que la obligación de leva era para todos los hombres elegibles de entre 18 y 25 años, quienes, después de un sorteo público realizado por el ayuntamiento de cada Municipio del Reino, contrataron a una empresa por seis años. Cada municipio debía proporcionar un cierto número de reclutamiento obligatorio en proporción a su población (un recluta por cada 1,000 habitantes). El ayuntamiento de todos los municipios de los Estados tenía dispuesta para compilar una lista de los hombres entre 18 y 25 años, la lista era publicada durante ocho días a las puertas del ayuntamiento (en la ciudad de Nápoles esto se hizo para cada distrito). Durante este período, los que habían sido marcados en la lista tenían la posibilidad de rectificar cualquier error presente. Al final de los ocho días la responsabilidad del reclutamiento pasó a operaciones del intendente de la provincia, y el ayuntamiento, con la ayuda de uno o más médicos, proporcionaría para la selección pública de los reclutas, sustitución de cualquier otra inadecuado recluta de acuerdo con el número de extracción por sorteo. Los requisitos para ser considerados adecuados fueron una altura mínima de unos 162 cm, el celibato y la ausencia de males físicos o imperfecciones. Las razones para la exclusión fueron condiciones familiares especiales (hijos solteros o apoyo familiar), religiosos o académicos. Compuesto así por el contingente de cada municipio, los reclutas fueron equipados con el dinero necesario para realizar el viaje hasta llegar a los respectivos destinos, donde fueron contra-revisados y asignados a los diferentes cuerpos del Ejército según su tamaño y sus oficios, se hicieron selecciones más rígidas, para los cuerpos opcionales y la gendarmería. Cualquiera que deseara hacerlo podía ser sustituido por otro conscripto.
Ascendió al trono Fernando II, en marzo de 1834, el orden de reclutamiento obligatorio en el Reino cambió parcialmente. Se decidió entonces que los cuerpos del Ejército Real serían reclutados mediante la leva, el alistamiento voluntario o la prolongación en el ejército, adoptando un método muy similar al francés. Las nuevas disposiciones sobre la leva obligatoria ordenaban que todo sujeto entre 18 y 25 años estuviera sujeto a la obligación de realizar el servicio militar por sorteo (en los primeros años 1 elegido cada 1.000). Las operaciones de leva fueron coordinadas por los Consejos de Leva que operaban en cada provincia del reino, bajo la dirección del provincial de la provincia. Los reclutas seleccionados por los Consejos fueron asignados a los cuerpos por la Comisión Leva de Nápoles basándose en algunas características peculiares: los conscriptos de zonas montañosas a menudo fueron enviados a Hunters Battaglioni, los reclutas más altos se registraron en Granatieri y Carabinieri y los más expertos en la madera y metales en Cuerpos opcionales. La duración del servicio fue de 10 años, de los cuales 5 de servicio activo «bajo las banderas» y 5 de permiso en la reserva —llamada en caso de movilización—. Los conscriptos destinados a Artillería, ingenieros, Caballería y Gendarmería en cambio hacían 8 años de servicio activo, sin asignación a la reserva.
Los distritos marítimos y las islas, que estaban destinadas a abastecer al ejército del mar y la artillería costera, fueron excluidos de la leva de la tierra. Por un antiguo privilegio para los súbditos sicilianos contribuían en un entrenamiento muy limitado en los contingentes militares de las provincias del continente, e incluso en los últimos años del reino, los sicilianos estaban totalmente exentos del servicio militar obligatorio.
Hombres más bajos de 1,65 m así como aquellos con imperfecciones físicas o condiciones familiares especiales (niños solteros, apoyo familiar, etc.), miembros de ciertas órdenes religiosas y estudiantes que asistieron a estudios superiores, al igual que en Francia, también era posible que fueran sustituidos en la obligación de leva pagando 240 bonos del tesoro e indicando un «sustituto». El sustituto debía ser un militar en servicio durante al menos 4 años (7 para algunos cuerpos) a los cuales se les pagaron los 240 ducados pagados por el sustituto. El sustituto, por lo tanto, se hizo disponible para prolongar su trabajo durante un período de tiempo predeterminado.
Sin embargo, la demanda de conscriptos se redujo en cierta medida ya que el componente voluntario predominó en el Ejército Real. Carlo Mezzacapo, en su estudio de 1858, calculó que en tiempos de paz la cuota de leva llamada anualmente para armas no excedería las 12,000 unidades, con un ingreso teórico de aproximadamente 25,000 conscriptos capaces de servir en el ejército. El resto del ejército estaba formado por voluntarios o renovaciones firmes. El servicio voluntario se contrató por 8 años, sin asignación posterior a la reserva. Los voluntarios eran, en su mayoría, hijos de otros soldados —incluidos muchos «hijos de tropas», inscritos a los 16 años— o pequeños burgueses atraídos por las perspectivas de carrera. Los oficiales de infantería y caballería generalmente fueron reclutados directamente por oficiales por medio de exámenes de idoneidad. Alrededor de un tercio de los oficiales de infantería y caballería llegaron en cambio del Royal Military College o el Bodyguard. En su lugar, los oficiales de Artillería y Genio procedían casi todos de los cursos militares del Royal College.
El sistema de reclutamiento introducido en 1834 era muy similar al modelo francés del ejército de calidad y, sin embargo, aunque proporcionó un núcleo válido de profesionales, tuvo una gran debilidad: la insuficiencia de reservas para tiempo de guerra. Para llevar al personal de la paz a la guerra, las autoridades recurrieron a la llamada de reserva —es decir, las últimas cinco clases de leva— o la convocatoria de toda la clase militar del año. Sin embargo, la gran incidencia de soldados profesionales terminó penalizando la formación de reservas adecuadas para ser utilizadas en caso de movilización. Los ingresos del contingente de reservistas recordados en tiempos de guerra no fueron, por lo tanto, muy importantes, lo que obligó a las cumbres militares a convocar una nueva clase de leva. Esto dio lugar a un repentino aumento del personal por reclutas inexpertos, que necesitaban un entrenamiento prolongado.
Los hechos de 1848/1849 resaltaron este defecto, y el gobierno napolitano decidió aumentar aún más los ingresos del servicio obligatorio. En la década de los cincuenta, la consistencia de los departamentos borbónicos llegaron a 100.000 unidades, ya que fueron llamados a filas aproximadamente 30,000 reclutas más que en el pasado. De esta forma, podrían completar más fácilmente el personal de tiempos de guerra, llevando teóricamente el ejército a más de 120,000 hombres.
Con las reformas iniciadas por Fernando II en 1859 el servicio duró cinco años, lo que le siguieron otros cinco en la reserva, pero también existía la posibilidad de ocho años continuos, sin pasar por dicha reserva. Los reclutas, cuyo número fue establecido año tras año por el mismo soberano, fueron sorteados en las comunas del reino entre jóvenes de 18 a 25 años, y luego enviados a la capital provincial para la visita de aptitud y posteriormente enviado a los departamentos para una capacitación de 6 meses. Además de la leva, también existía la posibilidad de proporcionar un servicio voluntario de ocho años para los ciudadanos del Estado y de cuatro para extranjeros.

### Grados y ascensos
Los procedimiento de ascenso de grado se fundaron principalmente en exámenes de aptitud física periódicos y, en algunos casos, en criterios de antigüedad. El examen de idoneidad para avanzar en el grado siguió un procedimiento similar en casi todos los niveles jerárquicos hasta el de oficial: por ejemplo, un soldado de tropa podría obtener acceso al grado de cabo a través de la admisión a un examen organizado por el comandante coronel del regimiento. Luego, los candidatos tenían que entregar la solicitud al comandante de la compañía, que la acompañaba con sus observaciones. Luego se publicó en la lista de los admitidos a los exámenes —generalmente 3 candidatos por cada lugar disponible— y se designó el comité de selección. El examen se hacía a través de pruebas escritas y técnico-prácticas de acuerdo con un programa autorizado por la Dirección General. Las actas de los exámenes, con observaciones y puntuaciones, se entregaban al coronel comandante que daba a conocer los resultados al publicar la graduación. Las promociones se llevaron a cabo a través de esta graduación. El mismo procedimiento se usó para ascensos del grado de cabo al de cabo furriel, segundo sargento y primer sargento. Para la promoción de ayudante de campo —el grado más alto para un suboficial— y para el ascenso a alférez —el menor grado de rango oficial—, la comisión examinadora se amplió con oficiales superiores a los que a menudo se unieron los generales.
El primer grado de oficial (alférez) fue reclutado dos tercios con el método de pruebas de aptitud entre los ayudantes del mismo cuerpo, y un tercio por los procedentes del Real Collegio Militare (Nunziatella) y el escuadrón de la Guardia del cuerpo. En infantería y caballería las promociones del grado de alférez al de capitán —pasando a través de los grados de subteniente y teniente— simplemente se conseguían por antigüedad, mientras que en artillería y el cuerpo de ingenieros recurrieron a exámenes de aptitud, pruebas efectuadas cada dos años. Se esperaba que el último examen de calificación para transmitir el grado de capitán a mayor —el primer grado a los oficiales de alto rango—, los próximos pasos para el grado de teniente coronel y coronel se realizaron por antigüedad. La promoción de coroneles a los oficiales generales —brigada, entonces mariscal de campo y de teniente general— podría ser por antigüedad, pero en realidad el rey ejercía un poder de elección sobre las promociones de oficial general. En el caso de los funcionarios, el no reconocimiento de la elegibilidad normalmente determina la exclusión del servicio activo o la jubilación anticipada.
El criterio de antigüedad tenía la ventaja de la ausencia de favoritismo, sin embargo, una desventaja obvia estaba representada por la avanzada edad media de los oficiales superiores —especialmente en el Estado Mayor—. De hecho, aquellos que se distinguieron por sus habilidades militares generalmente no fueron recompensados con el ascenso del título, a menudo únicamente  condecoraciones y compensación económica, generando en muchos casos resentimientos.

### Instituciones de educación militar
El ordenamiento de las escuelas militares del ejército real comprendía el Real Collegio Militare, la Scuola d'Applicazione d'Artiglieria e Genio, el Squadrone delle Guardie del Corpo a Cavallo, el Battaglione degli Allievi Militari y otras instituciones y escuelas más pequeñas.

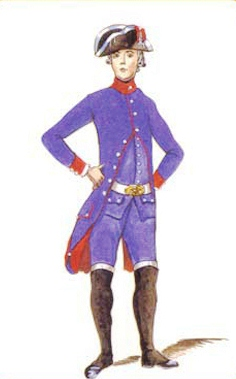
Alumno con uniforme de la Academia Nunziatella, 1787.

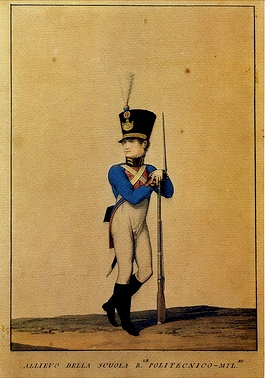
Alumno de la Academia Nunciatella, hacia el 1815

El Real Collegio Militare (("Scuola militare Nunziatella") derivada del instituto fundado en 1786 por Fernando IV. De él salieron oficiales principalmente destinados a Artillería e Ingenieros, o, en casos más raros, a todas las demás armas. El Real Colegio con los años se había especializado en la formación de los oficiales de las armas técnicas, especialmente tras la reforma de 1816, que había renovado la existente Scuola Militare Politecnica creada por Joaquín Murat en 1811. La ubicación tradicional del Real Colegio fue el Monasterio de la Annunziatella en Nápoles, en el distrito de Pizzofalcone. En 1855 Fernando II lo transfirió a Maddaloni, creyendo de esta manera aislar el instituto de los fermentos políticos de la capital, pero a la muerte del soberano en 1859 el Real Colegio regresó a su antigua sede napolitana.
Los estudiantes, que estaban obligados a pertenecer a la nobleza o tener parentesco con oficiales de alto rango, fueron admitidos a la edad de 10-12 años y tuvieron que pagar una mensualidad de 180 ducados. En general, el número de estudiantes correspondió a 170 miembros del personal, divididos en cuatro compañías enmarcadas por oficiales u otros estudiantes mayores. El orden fue garantizado por oficiales  de los Veteranos. Sobre la base del sistema legal de 1823, conservado hasta 1861, los cursos se organizaron durante ocho años, después de lo cual los estudiantes realizaban un examen de idoneidad. La documentación que hay es testimonio de la alta complejidad y el alto nivel científico alcanzado especialmente para los cursos de artillería. sobre todo gracias a la obra del capitán Nunzio Ferrante, que tenía a su cargo la cátedra de artillería teórica.
Sobre la base de la evaluación recibida en el examen se elaboró una clasificación: el primer clasificado se destinó a Artillería e Ingeniería según las necesidades del personal, los demás se incluyeron en los departamentos de Infantería y Caballería. Aquellos que no aprobaron el examen podrían registrarse en los cuerpos como suboficiales o, alternativamente, eran despedidos directamente. A finales de 1859 se propuso a la Junta de Educación de la posibilidad de adoptar un nuevo reglamento, que se aplicará a partir de 1861. Sin embargo, debido a la presión de los acontecimientos, fueron adoptadas normas de emergencia, destinadas a incluir a los estudiantes en los departamentos en el menor tiempo posible Con esta óptica, algunos estudiantes participaron en los experimentos sobre el uso de obuses rayados implementado al Polígono de Bagnoli en junio de 1860. Muchos de los estudiantes querían seguir la suerte del ejército real hasta la caída del reino, muchos llegaron a Gaeta y combatieron con valor durante el asedio.
El 31 de octubre de 1857, después de varios proyectos propuestos por el general Carlo Filangieri y el brigadier Scala —respectivamente director y el inspector del Cuerpo opcional—, se estableció en Capua, en el pabellón de San Juan, la Scuola di Applicazione di Artiglieria e Genio, destinada a la formación complementaria de los alféreces de armas procedentes del Real Colegio. La duración del curso de la aplicación fue de un año, al final del cual los estudiantes hacían un examen de idoneidad de los temas cubiertos. Los resultados de los exámenes fueron enviados a la Dirección del Órgano Facultativo. También fue posible obtener el rango de primer teniente con un nuevo examen sobre la base de los programas establecidos año tras año por la Inspección de las Dos Armas. Además de la especialización de armas, los estudiantes practicaban en la escuela de equitación y al mando de las baterías a caballo.

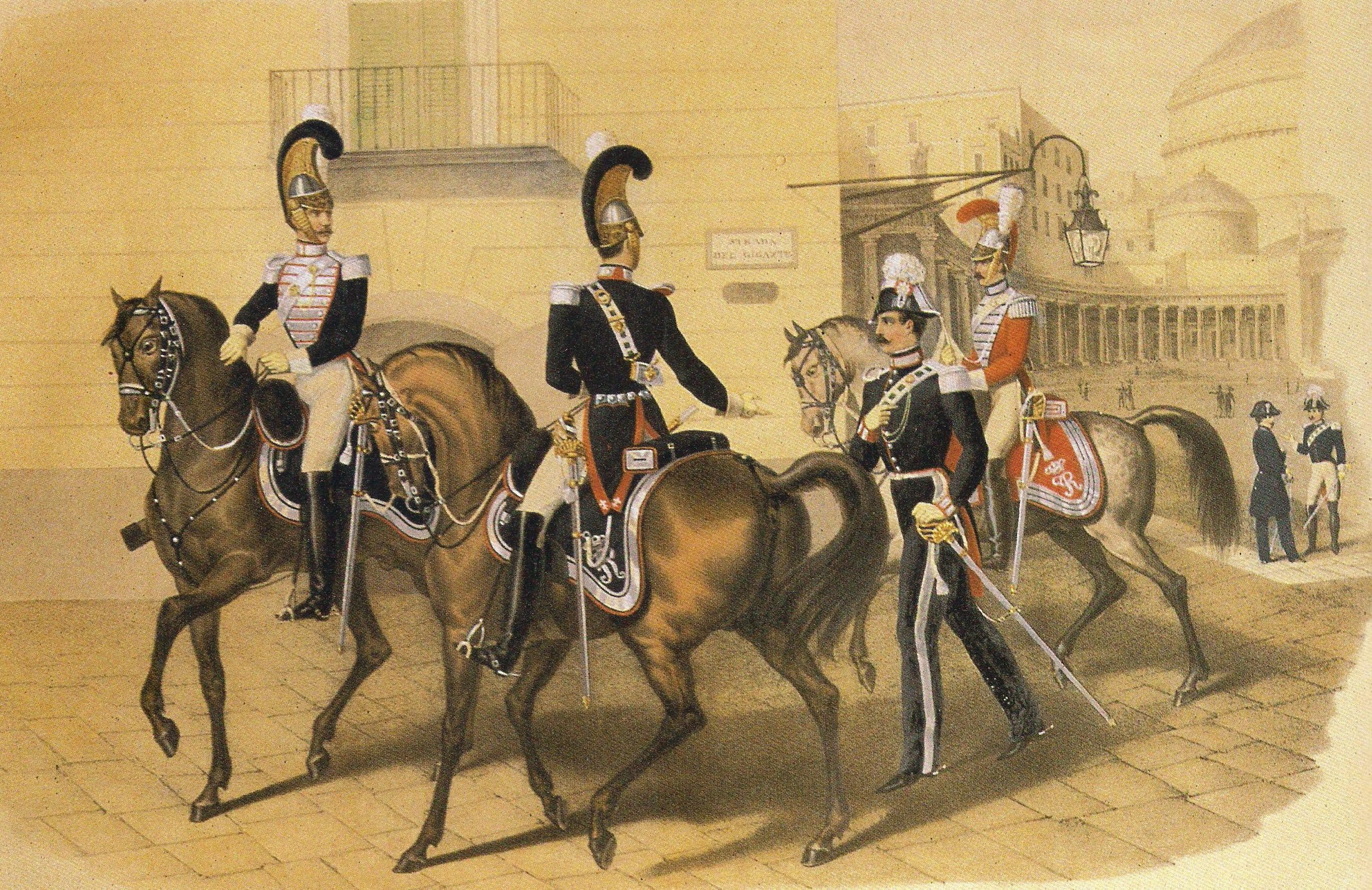
Guardie del corpo a cavallo due Sicilie

Otro instituto de formación estuvo representado por el Squadrone delle Guardie del Corpo a cavallo, ya que, además de los Servizio delle Reali Persone, el Departamento de Educación también se ocupó de la instrucción de los pioneros de la caballería o de la Guardia Real. El acceso al Escuadrón era muy exclusivo, al candidato se le requería «una demostración de generosa nobleza» y un gran ingreso. Después de 6 años de servicio, fue posible realizar el examen de elegibilidad para el grado de alférez, que tenía lugar cada año. El origen de la unidad se remonta al siglo XVIII, pero en 1815 finalmente fue reordenada en la forma que existió hasta 1861. El comandante era un teniente general elegido a la antigua costumbre de los primogénito de una de las más prominentes familias nobles del reino.
Hasta 1848 también hubo en Nápoles una Escuela Militar para el entrenamiento de suboficiales de los diversos organismos. La edad de admisión era la misma que la del Real Collegio Militare, con 160 puestos disponibles para hijos de oficiales o burgueses. Después del concurso, los mejores estudiantes podían ir al Real Collegio, los otros al final de los cursos fueron nombrados cabos o sargentos. Sin embargo, después de los acontecimientos de 1848, la Escuela Militar se disolvió. Sus funciones fueron asignadas a un nuevo instituto: el Battaglione degli Allievi Militari. A diferencia del instituto anterior, los estudiantes del Batallón podrían inscribirse entre 8 y 12 años en un número que podía alcanzar hasta 150 alumnos. Los estudiantes, divididos en cinco clases, siguieron cursos de literatura, matemáticas y ejercicios militares, realizando al final de cada año un examen para la transición a la próxima clase. La salida del Batallón tenía lugar entre los 17 y 18 años, luego de un examen de idoneidad, sobre la base de la cual se realizó la asignación a los diferentes organismos. Los estudiantes del Batallón Militar no salieron como simples soldados de los cursos, la promoción se llevó a cabo únicamente después de demostrar sus habilidades prácticas y teóricas en el cuerpo al que se les había asignado mientras tanto.
Otros institutos de entrenamiento del Ejército Real fueron la Scuola di Equitazione, fundada en 1844, que formó a los oficiales y los suboficiales instructores de los diferentes departamentos. Con responsabilidades similares para el funcionamiento de la formación existían otras instituciones como Scuole di Tiro y Scuole di Ginnastica, así como las cuatro Scuole di Scherma establecidas desde 1848 en Nápoles, Capua y Caserta. Las Scuole Reggimentali que preveían el entrenamiento cultural y técnico de las tropas, también operaban en todos los regimientos o batallones aislados. En los Hoteles de los Pobres de Nápoles y Aversa además, se les impartieron cursos de educación preescolar a los jóvenes, así como una puesta en marcha profesional consistente en la enseñanza de música, carpintería, metalurgia, cueros, textiles, etc., lo que les permitió ser reclutados por el ejército.

## Regulación
La base de la organización y las regulaciones del Real Ejército estaba representada por el Real Decreto n.º 1,566 del 21 de junio de 1833, que estableció el número y la composición de los cuerpos. Desde 1824 las unidades militares se dividieron en «fuerzas vivas» —Guardia Real, infantería, caballería, artillería, ingenieros, guardaespaldas y Gendarmería— y «soldados sedentarios» —de guarnición en las plazas: veteranos y discapacitados—.
En los años posteriores a 1833, se realizaron algunos cambios en el personal y se agregaron nuevos cuerpos: en 1840 se creó el 13º Reggimento di Fanteria di linea, y en agosto de 1859, el 14.º y 15.º. En 1859 también se crearon los Batallones Cacciatori 14.º, 15.º y 16.º En 1856 se estableció el Batallón de la Guardia Real. En 1848 se creó el regimiento de cazadores a caballo —con funciones de caballería ligera— y temporalmente disuelto el cuerpo de la Gendarmería —el órgano que, además de realizar las tareas militares coordinadas por el Ministerio de la Guerra, también se ocupó del orden público bajo la dirección de Ministerio del Interior—, reemplazado por dos regimientos de Carabinieri, uno a pie y otro a caballo (1850). La primera compañía elegida por el Regimiento de Carabineros a Pie también tenía la función de «Guías» del Estado Mayor.
Como hemos dicho, después de los acontecimientos de 1848, el personal del ejército se incrementó gradualmente hasta alcanzar un nivel de intermedio efectivo entre la «paz» y la «guerra». De acuerdo con la ley de 1856, de hecho, en caso de guerra, el Ejército podía movilizar 60.000 hombres más de la plantilla que tenía cuando había paz, y en particular podía movilizar 48.000 infantes, 6.600 jinetes, artilleros 4.400 y 1.000 ingenieros para agregar a los aproximadamente 70,000 miembros del personal del Ejército Real en tiempo de paz.
En 1860 la infantería podía contar con 15 regimientos de infantería de línea organizada en siete brigadas, 16 batallones de cazadores y cuatro regimientos de la Guardia Real —2 regimientos de Granaderos, 1 de cazadores, uno de Infantería de la Armada "Real Marina"  y más el Batallón de Destructores—. Un regimiento de infantería típica consistía en 2 batallones —3 en tiempo de guerra— de 6 compañías cada uno —7 en tiempos de guerra—, para un total de 2.170 personas, 3.279 en tiempos de guerra. Un batallón estaba formado por 1 compañía de granaderos, 1 compañía de cazadores y 4 compañías de fusileros, más 1 compañía de reserva de guerra. Una compañía se componía de 164 hombres, en orden:
- 1 capitán
- 1 subteniente
- 1 teniente
- 1 alférez
- 1 primer sargento
- 4 segundo sargento
- 1 cabo furriel
- 8 cabos
- 1 zapador
- 3 tambores
- 1 trompeta
- 141 soldados

En la parte superior del regimiento había un Estado Mayor de 10 hombres, 13 en tiempo de guerra, compuesto por:
- 1 coronel
- 1 teniente coronel
- 2 mayores (3)
- 2 cirujanos (3)
- 2 capellanes (3)
- 1 oficial de intendencia
- 1 oficial de ropa

También hubo un Estado Menor de 28 hombres, 32 en tiempo de guerra, que consistía en:
- 2 ayudantes de batallón (3)
- 1 titular de la bandera
- 2 bomberos mayores (3)
- 1 sargento preboste
- 1 sargento de zapador
- 2 cabos de zapadores (3)
- 1 tambor principal
- 2 cabos-tambores
- 1 cabo de banda
- 12 músicos
- 1 jefe de sastrería
- 1 jefe de zapatería
- 1 jefe artillero

La fuerza de los regimientos de caballería correspondió a 9 —1 carabinieri a caballo, 3 dragones, 2 lanceros, 2 húsares de la Guardia Real y uno de los cazadores a caballo—. El personal de un regimiento de caballería correspondía a 4 escuadrones —más 1 escuadrón de reserva en tiempo de guerra— que consistía en 153 hombres y 139 caballos cada uno —191 y 167, respectivamente, en tiempos de guerra—. El Estado Mayor y el Estado Menor fueron equipados, además de los roles habituales de la infantería, también de talabarteros, herreros, veterinarios y jinetes para un total de 28 hombres y 40 caballos.
El arma de artillería fue coordinada por un equipo de 17 coroneles y tenientes coroneles, 73 contadores y 115 guardias de baterías. Consistía en 2 regimientos, 15 Baterías a Caballo —una, 8 compañías cuadradas de artillería y 2 compañías veteranas cada una. Una compañía a pie y cuadrado contó 119 artilleros, una batería montada contó 178 artilleros y 108 caballos, respectivamente 274 y 276 en tiempos de guerra. El Estado Mayor y el Estado Menor de un regimiento contaban con 44 hombres y 34 caballos. El Batallón Artefici estaba compuesto por un Estado Mayor de 11 hombres y 6 compañías de armeros, artesanos, trabajadores de pontones, mecánicos y artificieros para 1.157 soldados.
El arma de Ingenieros fue coordinada por un personal de 111 oficiales y guardias con 28 caballos. Estaba dividido en batallones mineros-excavadores y pioneros, también podía contar con los servicios de la Oficina Topográfica. Los batallones mineros-excavadores tenían un estado mayor y menor de 12 hombres y 7 compañías de 122 hombres cada una, 154 en tiempo de guerra. Los batallones pioneros fueron equipados con 8 compañías. La oficina topográfica se dividía en cuatro secciones —la biblioteca, Tipografía II, III y IV de Palermo, Topografía Geodesia y Topografía del suelo—, cada sección se confió a los oficiales del cuerpo y profesores de geodesia, astronomía, ingenieros, diseñadores, litógrafos, grabadores e impresores, con un total de 69 hombres cada una.

### Departamentos suizos y extranjeros
El Real Ejército tenía departamentos extranjeros desde sus orígenes, en particular albanés y suizo (además de los departamentos de Valonia e Irlanda, que surgieron tras Carlos de Borbón). En 1737 se hizo un regimiento albanés, de nombre Macedonia, gracias a la intercesión del epirota residente en Nápoles, que estaba reclutando a sus compatriotas compitiendo con los regimientos venecianos en utramar en Corfú y Epiro. Posteriormente, se intentó extender el reclutamiento también a las comunidades albanesas autóctonas del sur de Italia, todavía a finales del siglo XVIII el Regimiento albanés se había convertido en un verdadero regimiento extranjero donde convergían soldados de las más dispares nacionalidades. Una característica del equipo de los departamentos albaneses era el cangiarro, una derivación otomana corta (kandjar). 
Por otro lado, los regimientos suizos ya estaban presentes en 1734 para la conquista borbónica del reino entre las tropas del rey Carlos, cedidas por España al joven soberano. Los cuerpos suizos napolitanos fueron disueltos temporalmente en 1790, pero ya en 1799 se volvió a crear un nuevo regimiento extranjero llamado Alemagna, destinado a encuadrar los nativos militares suizos y los que acaban de llegar desde el otro lado de los Alpes, así como alemanes, italianos y otros extranjeros. Estos dos regimientos extranjeros fueron disueltos después de la conquista napoleónica del reino.

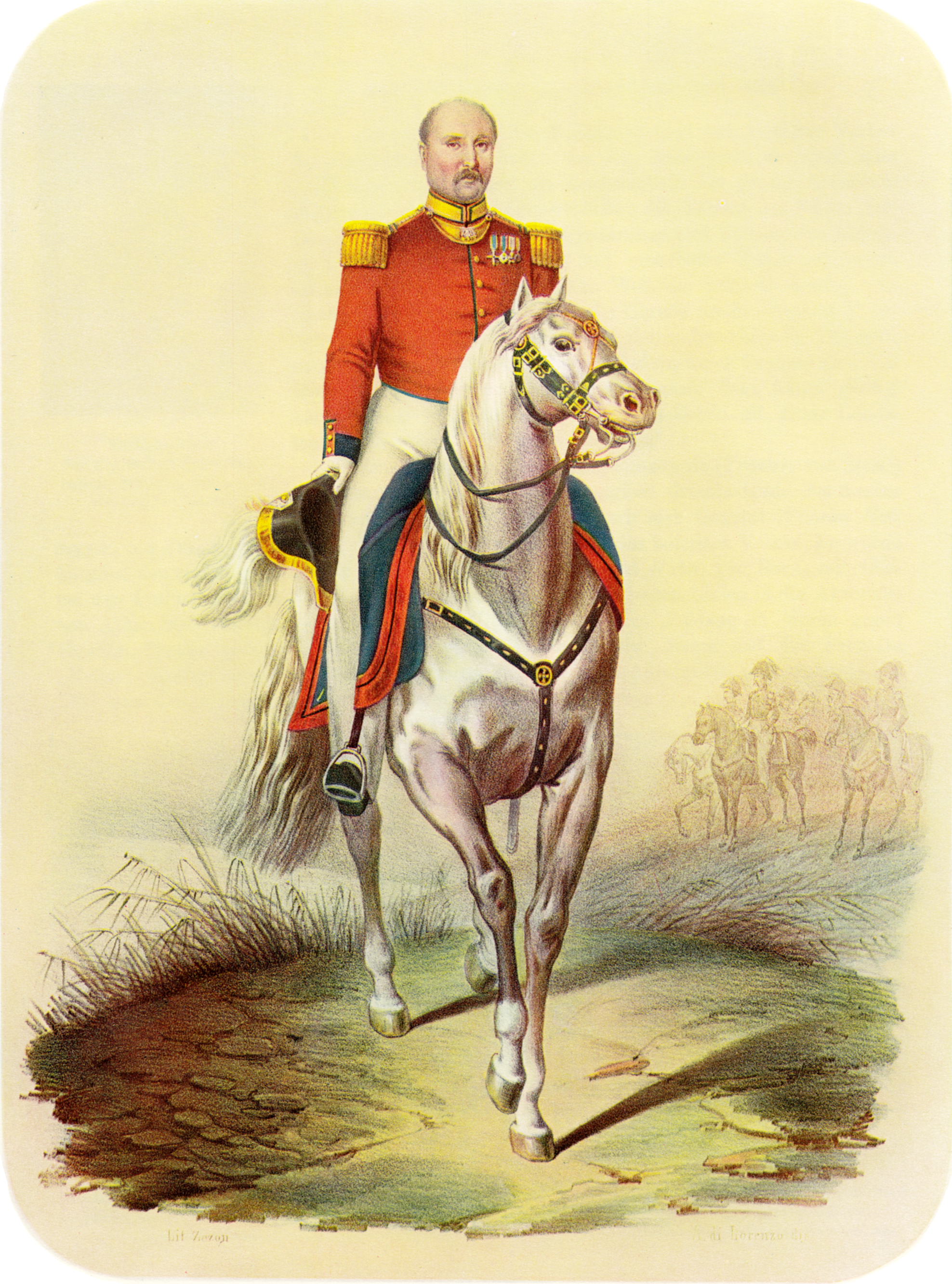
Coronel del regimiento suizo, 1855

El ejército real reclutó a cuatro nuevos regimientos suizos entre 1825 y 1830, después de la reconstitución de un ejército nacional y las capitulaciones contratadas entre el gobierno borbónico, representado por el príncipe Paolo Ruffo Castelcicala, y los cantones de la Confederación Suiza. En particular, el primer regimiento fue reclutado en los cantones de Lucerna, Nidwalden, Obwalden, Uri, Appenzell Rodas Interiores y Appenzell Rodasa Exteriores; el 2.º Regimiento pertenecía a los cantones de Friburgo y Soleura; el 3.er regimiento era de los cantones de Valais, Schwyz y Grisones y el 4° Regimiento del Cantón de Berna. Una batería de artillería suiza también estaba presente. Hasta 1849, el reclutamiento hecho por las autoridades cantonales federales, sin embargo, tras el conflicto diplomático que había sido creado en esos años, la contratación en los regimientos suizos se delegó a los agentes privados designados por los coroneles suizos que servían en las Dos Sicilias. Los oficiales fueron elegidos entre los elementos de la burguesía de los cantones a propuesta de los capitanes de las compañías.
Cada regimiento de acuerdo con las regulaciones borbónicas consistió en un estado mayor de 20 oficiales, un estado menor de 17 soldados y dos batallones, cada uno compuesto por 24 oficiales y 684 soldados divididos en cuatro compañías de fusileros y 2 compañías de opciones, una de granaderos y la otra de cazadores. Los reclutas suizos aceptaron el compromiso de permanecer en el Ejército de las Dos Sicilias voluntariamente por un período de cuatro años, al final del cual podían renovarse por otros 2 o 4 años o abandonar definitivamente. Los soldados que habían alcanzado el límite de edad, y que aún podían servir al ejército y deseaban continuar su profesión, podían formar parte de compañías especiales llamadas «Veteranos suizos».

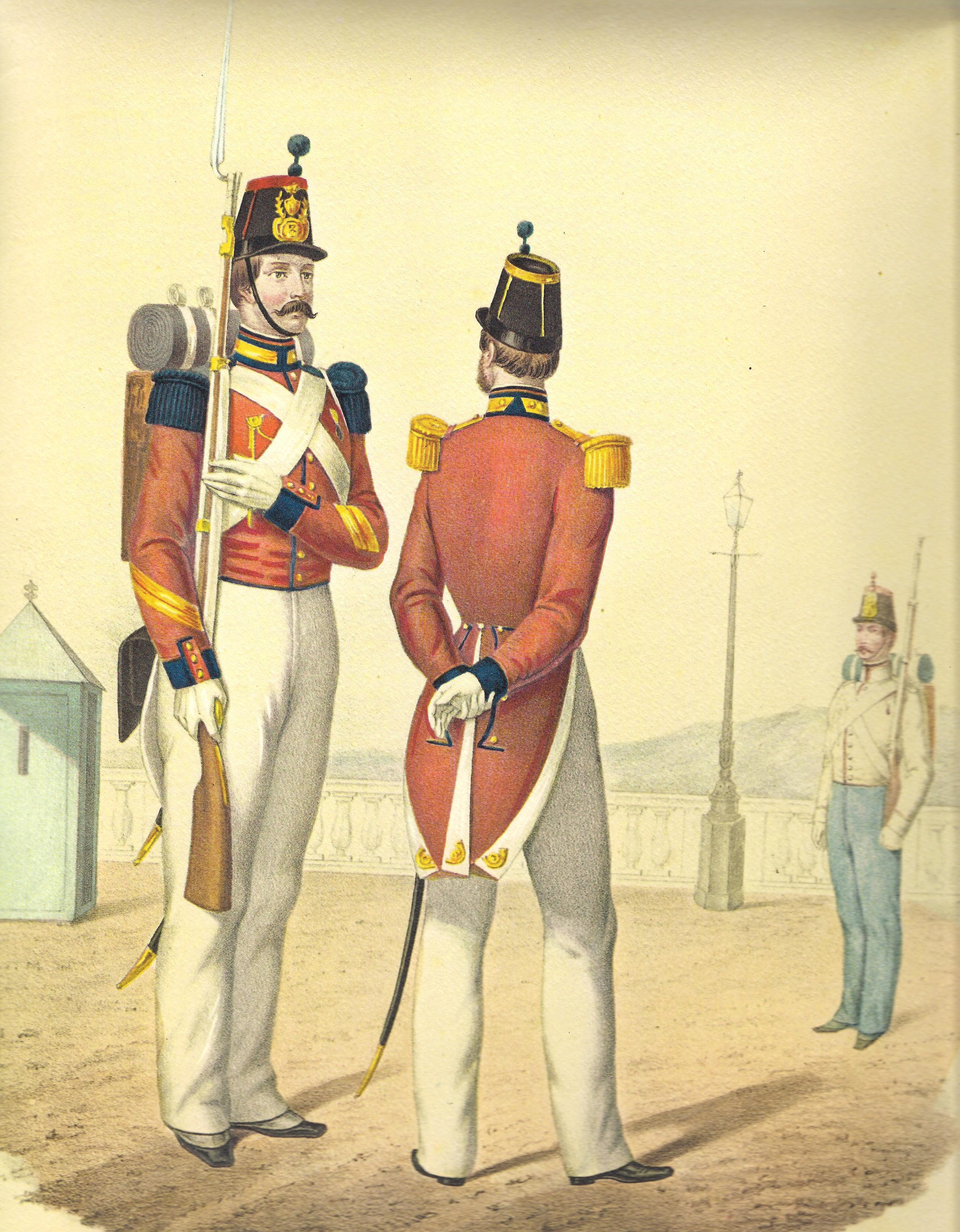
Suboficial y oficial del Regimiento Suizo.

La compensación de los suizos fue establecida por las capitulaciones con el gobierno suizo y fue en general más alta que la de la tropa nacional del Ejército Real. El armamento, la munición y el entrenamiento, por otro lado, eran los mismos que los de los otros Regimientos de Línea nacionales. El idioma oficial de los regimientos suizos era el alemán, y la justicia se ejercía de forma autónoma por cada Regimiento según los códigos suizos. Los regimientos también tenían capellanes protestantes y católicos.
Los regimientos suizos se distinguían entre 1.er, 2.º, 3.º y 4.º de acuerdo con los números en los botones de los uniformes y el color de insignias que eran celeste para el 1.er Regimiento, verde para el segundo, azul para el tercer y negro para el cuarto. Los uniformes de los regimientos suizos eran rojos. Los músicos de cada regimiento, por el contrario, vestían el uniforme del mismo color que el escudo del regimiento y los signos de color del cuerpo al que pertenecían. Las banderas de los regimientos suizos se distinguían por tener una cresta hacia el Reino de las Dos Sicilias, y para revertir la cruz blanca sobre un campo rojo, el símbolo de la Confederación Suiza, con los cantones de armas que se había originado el regimiento.

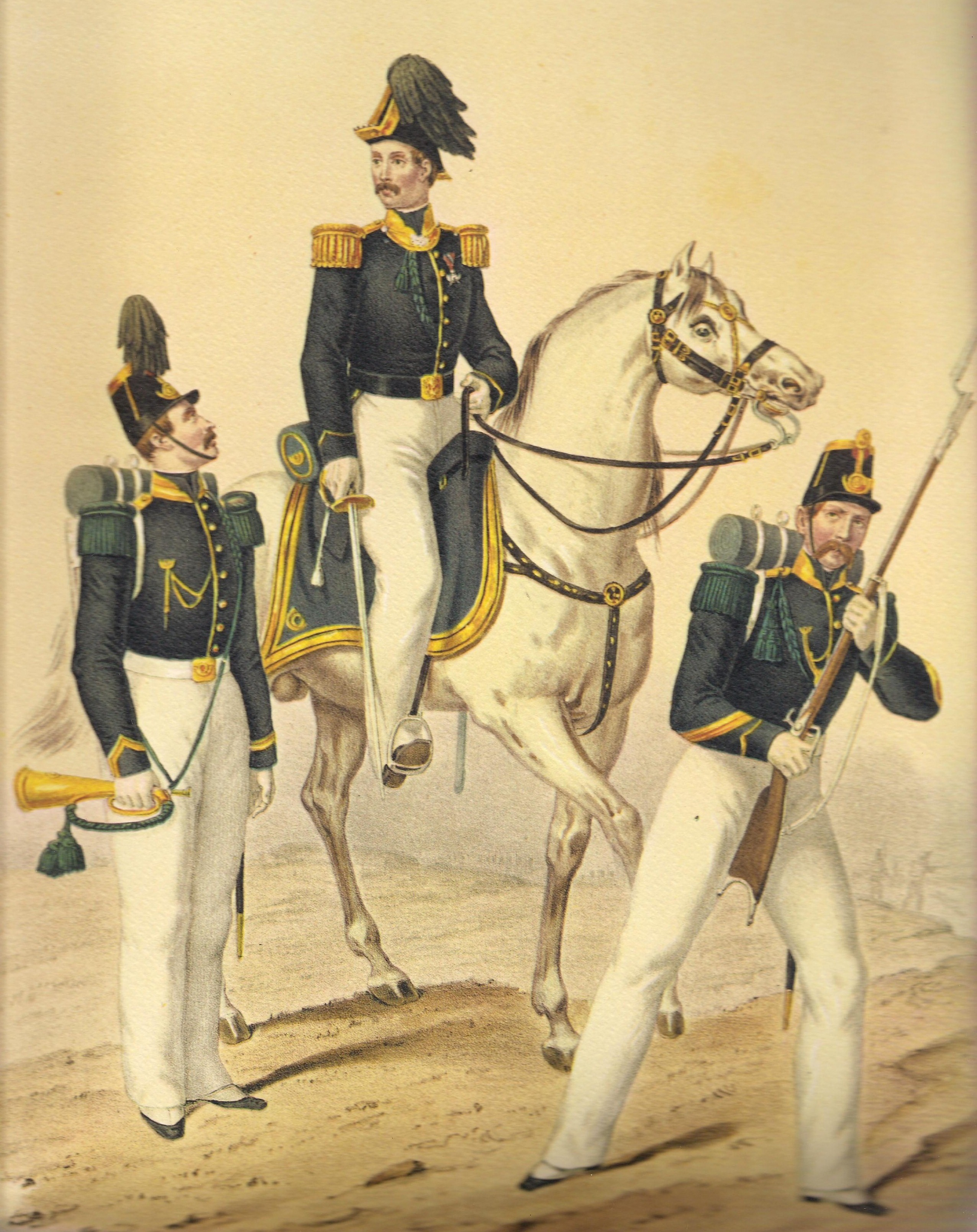
Trompeta, oficial y suboficial pertenecientes al 13.º Batallón de Cazadores suizos (c. 1854).

En 1850, Fernando II también ordenó el establecimiento de un batallón de cazadores suizos, el 13, cuyos individuos tenían las mismas prerrogativas que los otros soldados suizos. El uniforme para este batallón fue el mismo que los demás batallones de cazadores nacionales, de color verde oscuro, y su función era, al igual que la de otros cazadores batallones, la pequeña guerra en ambientes hostiles.
En 1859 estalló una revuelta en Nápoles entre los suizos, probablemente fomentada por agentes provocadores externos. El motín, que se originó en el Tercer Regimiento Suizo, fue causado oficialmente por la provisión del gobierno suizo, liderado en ese período por los radicales después de los eventos del "Sonderbund". Tenía como objetivo prohibir las capitulaciones militares con las potencias extranjeras. Esta ley en particular, condenó a los suizos que habían continuado sirviendo en el ejército en el extranjero a la pérdida de la nacionalidad suiza. El clima era particularmente tenso entre los reclutas recién llegado de Suiza, y la exasperación se alcanzó cuando se difundió la noticia de que las insignias de los cantones de origen debían ser canceladas de las banderas de los regimientos, ya que las respectivas autoridades cantonales no podían garantizar el reclutamiento. En este punto, una buena parte del 3.er Regimiento se dirigió a Capodimonte para pedir explicaciones al rey  Francisco II, pero temiendo un disturbio, el general Nunziante ordenó al 13.er Batallón de Cazadores, que disparara contra los insurgentes, dispersándolos. Después de este evento controvertido, el gobierno napolitano decidió disolver los regimientos suizos y eludir el problema de las capitulaciones con Suiza, al crear los «batallones extranjero» abiertos al reclutamiento extranjero. En las filas de estos nuevos cuatro batallones extranjeros, confluyeron los soldados suizos restantes y muchos voluntarios extranjeros provenientes del Reino de Baviera.

### Orden de Batalla (1859)
ESTADO MAYOR GENERAL
- 50 ufficiali generali

CORPO DELLO STATO MAGGIORE
- 1 Squadrone y 1 Compagnia di Guide dello Stato Maggiore (de la Gendarmeria o dai Carabinieri)

CASA MILITAR DEL REY
- Squadrone delle Guardie del Corpo a Cavallo
- Compagnia delle Guardie del Corpo a Piedi

GUARDIA REAL
- 2 Reggimenti di Granatieri della Guardia Reale
- 2 Reggimenti di Ussari della Guardia Reale
- Reggimento Cacciatori della Guardia Reale
- Reggimento "Real Marina" (infantería de marina, dependiente de la Real Marina del Regno delle Due Sicilie)
- Battaglione Tiragliatori della Guardia Reale (infantería ligera de élite)

GENDARMERÍA REAL
- 5 Battaglioni a piedi y 5 Squadroni a cavallo (orden público)

TROPA DE LÍNEA
FANTERIA DI LINEA
- 15 Reggimenti di Fanteria di Linea:
  - I Brigata
    - 1.º Re
    - 2.º "Regina"

  - II Brigata
    - 3.º "Principe"
    - 4.º "Principessa"

  - III Brigata
    - 5.º "Borbone"
    - 6.º "Farnese"

  - IV Brigata
    - 7.º "Napoli"
    - 8.º "Calabria"

  - V Brigata
    - 9.º "Puglia"
    - 10.º "Abruzzo"

  - VI Brigata
    - 11.º "Palermo"
    - 12.º "Messina"

  - VII Brigata
    - 13.º "Lucania"
    - 14.º "Sannio"
    - 15.º "Messapia"
- Reggimento Carabinieri a Piedi

16 Battaglioni di Cacciatori (fanteria leggera, ogni Battaglione era composto da 8 Compagnie)
CORPI SVIZZERI (hasta 1859)
- 4 Reggimenti di Fanteria di Linea, 13º Battaglione Cacciatori

CORPI ESTERI (hasta 1859)
- 3 Battaglioni di Carabinieri Esteri y 1 Battaglione di Veterani Esteri (ex Reggimenti Svizzeri)

CAVALLERIA DI LINEA
- 3 Reggimenti di Dragoni: "Re", "Regina" e "Principe"
- 2 Reggimenti di Lancieri
- Reggimento Carabinieri a cavallo
- Reggimento Cacciatori a cavallo

CUERPO FACULTATIVO
CORPO REALE DI ARTIGLIERIA
- 2 Reggimenti d'Artiglieria: "Re" e "Regina"
- 15 Batterie d'Artiglieria a Cavallo
- Battaglione Artefici
- Battaglione del Treno
- Corpo degli Artiglieri Litorali
- Corpo Politico d'Artiglieria

CORPO REALE DEL GENIO
- 2 Battaglioni di Zappatori-Minatori
- Battaglione Pionieri
- Officio Topografico (obras científicas y proyectos de carácter militar)

ISTITUTI DI EDUCAZIONE MILITARE
- Scuola di Applicazione di Artiglieria e Genio
- Real Collegio Militare
- Battaglione degli Allievi Militari

TRUPPE SEDENTANEE
- Reali Veterani ed Invalidi
- Compagnie di dotazione dei Forti

GUARDIA D'ONORE
- Un escuadrón por provincia del Reino (burguesía militarizada a quien se le encomendó la escolta de la Familia Real en las distintas Provincias)

## Vida militar
La Ordenanza para el gobierno, para el servicio y la disciplina de las tropas reales en las plazas de enero de 1831 puntuó la vida cotidiana de las guarniciones en detalle. El despertar o diana, señalado por tambores y cornetas, tuvo lugar una media hora antes del amanecer en invierno y al amanecer en verano. Fueron los segundos sargentos y los jefes de los cabos los que comprobaron que se respetaran las operaciones del despertar, que las tropas se levantaran para lavarse, vestirse y recomponer las camas. Si alguien parecía no estar dispuesto a despertar, incluso después de ser más solícito, era costumbre que los compañeros de los camaradas arrojaran baldes de agua sobre los desafortunados. Los que se habían despertado a tiempo tenían unos minutos para ir a la peluquería o beber algo «fuerte» —especialmente el «café en húsar» y «scassapetto»— a la espera de la ración matutina. Las cortinas y los cristales del dormitorio permanecían cerrados hasta que todos los soldados estuvieran vestidos. Cada soldado generalmente dormía en una bolsa rellena de paja o hojas de maíz, cuyo «relleno» se cambiaba cada 3 meses, acostado en una cama formada por dos ejes de hierro y tres tablas de madera. Además, el soldado recibía sábanas y, en invierno, una manta de lana cruda que tenía que doblarse cuidadosamente después del toque de diana. La cama finalmente estaba completada por un «sombrerero», o un estante de madera en el cual el soldado tenía los diferentes efectos del equipo, basado en instrucciones precisas. La placa con el nombre y el número de serie del soldado siempre debía estar ubicada claramente.
En general, los soldados fueron alojados en buenos y numerosos cuarteles, construidos recientemente. Las tropas estacionadas en las aldeas y en las ciudades en cambio tenían que estar acuarteladas en edificios a la demanda militar o, en caso de necesidad, en requisitos privados de alojamiento. Los dormitorios, iluminados y calientes, se limpiaban e inspeccionaban periódicamente, y dos veces al año se blanqueaban. La vigilancia de los dormitorios se confió a dos columnas para cada empresa (llamada quartiglieri), bajo las órdenes de un cabo del distrito designado diariamente. Las reuniones se llevaban a cabo todos los días en presencia del oficial de la semana, el sargento mayor, el sargento y el cabo de la semana. En primer lugar, se realizaba la llamada para la guardia vertical, que fue inspeccionada por el sargento de la semana, quien se hizo cargo de la misma en función de un horario de turnos. Posteriormente, se realizó el llamamiento de las tropas libres de servicio y la inspección de los materiales. Los materiales fueron inspeccionados en ciclos quincenales sobre la base de un calendario bien definido dividido en «revistas diarias, semanales o detalladas». Las tropas libres de servicios armados o sin armas tenían salida libre, que generalmente se gastaba en comer o beber vino en los restaurantes locales. Volviendo a las disposiciones, los soldados fueron inspeccionados por el oficial de la semana que, además de verificar la asistencia, también determinó las condiciones en las que los soldados habían regresado a los cuarteles, castigando cualquier infracción.
La «asamblea» se llevaba a cabo en invierno a las 10:00 a. m. y en verano a las 6:30 a. m. En esta ocasión se comunicaba el orden del día y el «santo», que es la contraseña, que consistía en el nombre de un santo y el de una ciudad como «marca». De hecho, el centinela no tenía que permitir que nadie se acercara sin reconocerse, la gente eventualmente detenida era llevada al cuerpo de guardia. Las guardias duraban 24 horas consecutivas, seguidas por 24 horas de descanso. El turno de guardia era generalmente de cuatro días, en los cuales cada soldado debía prestar 8 horas de centinela.
Los diversos servicios a los que se podían asignar las tropas se dividieron en «servicios armados» —en tiempos de guerra o sitio, acciones, guardias, patrullas, patrullas, etc.— y «servicios desarmados» —cuarteles—. Cada compañía de infantería se dividió para el servicio interno en dos secciones, 4 secciones y 8 equipos: los pelotones se confiaron a los oficiales subalternos, los equipos a los sargentos y las secciones a los cabos. En la caballería cada escuadrón se dividió en cuatro pelotones, comandados por un oficial asistido por un sargento, y en ocho equipos bajo el mando de un cabo.
Los departamentos tenían que practicar todos los días excepto los sábados, festivos y aquellos con condiciones climáticas prohibitivas. En el verano, los soldados también fueron instruidos en la natación. Los reclutas, que se distinguen por un paño "R" del color de las exhibiciones de regimiento cosido en el brazo derecho, siguieron un ciclo de ejercicios de 5 horas por día para luego combinarse en un batallón destinado para el entrenamiento «ordinario». Los ejercicios para los otros soldados se llevaron a cabo por la mañana después de la asamblea, en el patio del cuartel, durante dos horas al día. A las 9:30 a. m., la ración del desayuno era entregada.

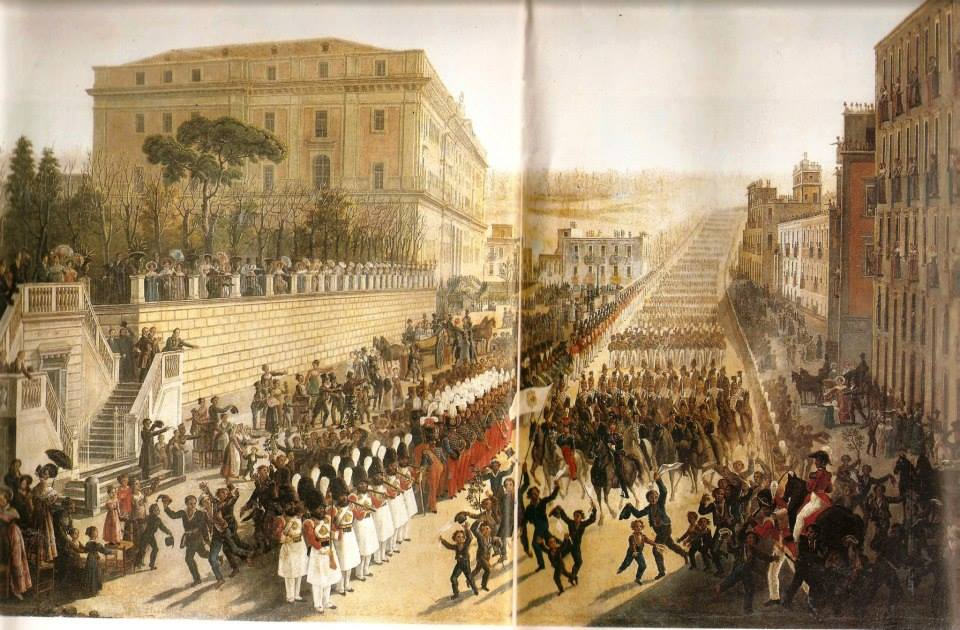
Columna en marcha en Via Foria, Nápoles-

Dos veces a la semana había «campamentos de brigada», con paquetes completos. Para las tropas de la capital también fue programado todos los viernes un «campo real»: las tropas tenían que ir al Campo de Marte (ahora Capodichino) antes de las 13:00, y ahí cuadrarse y esperar la llegada del rey. Una vez que las tropas eran inspeccionadas pot el Estado Mayor, el soberano se hizo cargo de los ejercicios. Tales oportunidades atrajeron a una gran audiencia a la que Fernando II jugaba a menudo oculto, que consistía en la mayor parte de las veces en las cargas de bayoneta en falso por las compañías cambiantes, que se detenían rápidamente a pocos centímetros de los que estaban allí, causando una gran impresión en general. El rey luego recompensaba a las tropas que habían participado en las maniobras con un doble pago diario, luego siguió un toque musical ofrecido por las diversas bandas de regimiento y finalmente, al atardecer, la oración de la tarde.
Los diversos «corveos» fueron coordinados por el cabo de la semana y asignados escrupulosamente sobre la base de un calendario publicado en las instalaciones de la compañía. Consistieron en el transporte de raciones y agua para las cocinas y salas de guardia, en el transporte de madera para calefacción, en el transporte de pan, en el cambio de sábanas y camas y en la compra de alimentos para las comidas. Este último fue el más cuestionado y recibió los mayores favores de las tropas: el grupo de gasto, bajo el mando de un cantinero, salía todos los días a los barrios para hacer compras. La factura del supermercado era pagada en efectivo por el cabo de la cantina, por lo que los suministros comprados fueron pesados y controlados por el oficial responsable y los cocineros y luego llevados a las cocinas.
El rancho de los soldados, que los testimonios de la época nos dicen era de excelente calidad, se daba una vez al día, la cena se pagaba. Consistía en macarrones, sopas con generosas raciones de carne o, en tiempos de penuria, en bacalao. Los soldados también recibían diariamente 24 onzas de pan integral (0,653 kg).
Las comidas se consumían en latas individuales, que permanecían en las cocinas una encima de la otra. Obviamente, al soldado también se le proporcionó una mochila para que las raciones se consumieran en el campo, muy similar a las cajitas que todavía usa el ejército italiano. El rancho no podía ser distribuido hasta después de la degustación por el comandante de la semana o del capitán de piquete, seguido de la señal de trompeta o tambor que autorizaba a los soldados a entrar a las cocinas bajo la supervisión de una cantina armada. En las cocinas se retiraban las latas llenas, pero se consumían en los pasillos de los dormitorios en mesas especiales para 4 personas. Después de aproximadamente 30 minutos, los cocineros subían a los dormitorios para recoger los platos. Los oficiales y mandos no comisionados, en cambio consumían sus comidas en comedores"especiales. Su comida generalmente consistía en un plato de sopa, dos platos de verduras, dos de carne, postre, pan, queso, fruta fresca, fruta seca y vino. Por la noche, se podían solicitar carnes frías, quesos, embutidos y vino. También se prestó especial atención al aparato de mesa de las cantinas, con diversos muebles, mantelerías y ollas de cobre pulido.
Con respecto a la higiene colectiva e individual, se planificaron controles e inspecciones continuas para garantizar el cumplimiento de los estándares básicos de higiene requeridos para una comunidad. En los meses cálidos, los soldados estaban obligados a bañarse, prestando atención a ensoñaciones particulares o vergüenza. Todos los jueves, y durante los viajes varias veces al día, fueron revisados escrupulosamente el corte de pelo y la limpeza personal de cuello, orejas y pies, en particular durante las marchas, para esta tarea se prepararon lavados apropiados de agua y vinagre. La ropa personal se cambiaba semanalmente y se retiraba del servicio corporal, se entregaba a las lavanderas que la devolvían el sábado siguiente. Sin embargo, muchos soldados, más exigentes, se ocupaban de limpiar la ropa por sí mismos. Todos los días, después de la diana, el cabo de la semana gritaba: «¿quién está enfermo?» Tomaba nota de los nombres de quienes tenían la intención de «marcar la visita» en la enfermería del regimiento o en el hospital. Las visitas generales de salud fueron planificadas cada año por el Primer Cirujano del Regimiento, quien luego ordenaba las admisiones.
Un cuarto de hora después del toque de silencio, realizado con tambores y cornetas, los suboficiales procedían al recuento en las camas. Los ausentes fueron anotados, puesto que no podían regresar al cuartel, ya que las puertas de los cuarteles estaban cerradas a la señal de silencio.
| Tabla del Horario del Cuerpo de Infantería |                                                    |                                 |                                     |
| Señales                                    | enero, febrero, marzo, abril, noviembre, diciembre | mayo, septiembre, octubre       | junio, julio, agosto                |
| Diana                                      | Media hora antes de la aurora                      | A la aurora                     | A la aurora                         |
| Visita                                     | Media hora después de la alarma                    | Media hora después de la alarma | Media hora después de la alarma     |
| Ejercicios                                 | Media hora después de la visita                    | Media hora después de la visita | Media hora después de la visita     |
| Rancho                                     | A las 9:30                                         | A las 9:30                      | A las 10:00                         |
| Asamblea y posible anuncio Bando           | A las 10:00                                        | A las 10:00                     | A las 6:30                          |
| Salida                                     | A las 13:00                                        | A las 14:00                     | A las 15:00                         |
| Retiro                                     | Media hora antes del atardecer                     | Media hora antes del atardecer  | Media hora antes del atardecer      |
| Silencio                                   | 2 horas y media después del retiro                 | 2 horas después del retiro      | Una hora y media después del retiro |

### Tratamiento económico
El salario de los oficiales consistía en un «pago» mensual en el que se incluía «alojamiento y mobiliario», y un variable sobresueldo dependiendo del arma o cuerpo al que pertenecía. En la paga salarial  pesó una retención del 2% que ayudó a formar el fondo de pensiones. Después de 40 años de servicio, o a la edad de 60 años, era posible obtener el retiro, con una pensión igual a todo el dinero de «salario simple». Por supuesto, el oficial también podía retirarse más temprano por razones de salud: en este caso, sin embargo, la pensión se pagaba en forma reducida, dependiendo de la duración del servicio prestado. El salario mínimo para un oficial correspondía a 23 ducados mensuales el alférez de infantería de línea estándar, el salario máximo en cambio correspondía a 290 ducados mensuales para el teniente general. Haciendo las proporciones adecuadas, los oficiales del Real Ejército generalmente tenían un tratamiento económico ligeramente mejor, desde todos los puntos de vista, en comparación con las parroquias del ejército de Cerdeña.
El trato económico de la tropa se basó principalmente en un «préstamo» diario, variable dependiendo de los cuerpos, y en «cheques mensuales» por «ropa» y «mantenimiento»: estos cheques no se pagaban directamente al ejército, sino solo a la Junta directiva de los regimientos a los que pertenecían, que administraba la vestimenta y el mantenimiento en nombre de cada ejército. Los soldados empleados en servicios armados recibieron una «columna móvil por día», variable según el grado y el uso del departamento al que pertenecían. Los militares con al menos 10 años de servicio también tenían derecho a un subsidio de antigüedad, que consistía en un aumento gradual del «rendimiento diario» directamente proporcional al período pasado bajo las armas. El préstamo diario de la tropa variaba de los 10 grana — nombre de varias monedas acuñadas en el Reino de Nápoles y Sicilia, Malta y España— del soldado de infantería de línea simple a los 54 grana del asistente del batallón. La asignación mensual para la ropa correspondió a 80 grana y para mantenimiento a 40 grana. La asignación de vejez consistió en un aumento de los préstamos diarios en una grana para los militares con al menos 10 años de servicio y tres grana para los que tenían 25 años. Sobre la base de la conversión de ducados borbónicos en liras italianas de 1862 —1 ducado = 4,25 liras— muestra que el «préstamo» de soldados borbónicos estaba en línea con el de las tropas de Saboya, pero los agentes y suboficiales del Ejército Real percibían una paga definitivamente mejor que los suboficiales sardos —aproximadamente un 20% más—. También se debe tener en cuenta que el costo de la vida en las Dos Sicilias era bastante limitado y que el valor de la moneda napolitana era más alto que la moneda piamontesa. Para tener una idea de los sueldos de los soldados napolitanos se puede comparar su salario diario a los trabajadores de la época: los trabajadores de la Campania recibían en promedio de salario diario de alrededor de 40/50 grana —en las provincias más pobres, la mitad—, los trabajadores metalúrgicos 75 grana por día y los encargados alrededor de 85 grana por día. Los precios eran bastantes estables: una pizza tenía un coste medio de 2 grana, 0,75 L de vino 2 grana, 1 kg de pan 6 grana, 1 kg de pasta 8 grana, 1 kg de carne de vacuno 16 grana y 1 kg de queso 32 grana. El alquiler promedio para una clase trabajadora correspondía a alrededor de 12 ducados por año.

## Equipo y armamento

### Las banderas

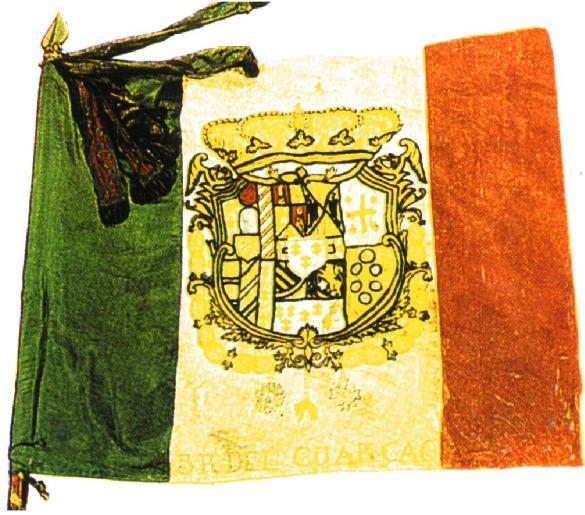
La bandera tricolor adoptada en 1859

Bandera Real del 15.º Regimiento de Infantería de Línea "Messapia" (1859).

Las banderas de las unidades militares del ejército real se caracterizaron, en principio, por el color blanco, que se situó a cabo las grandes armas heráldicas del Reino de las Dos Sicilias, y, por el contrario, los signos de la Orden Constantiniana, para preservar el legado Farnese Borbón —La familia borbónica de Nápoles había heredado el Gran Magisterio con Carlos, hijo de Isabel Farnesio—. Las excepciones a esta regla fueron representadas por las banderas de la Guardia Real, con el fondo de color rojo oscuro, color dinástico, y los Regimientos suizos con la cruz blanca de Suiza sobre un campo rojo con los escudos de armas de los cantones de reclutamiento de tropas. 
El tricolor italiano apareció por primera vez en las banderas del Ejército Real durante el paréntesis constitucional de 1848 —con marcos concéntricos alrededor del campo blanco habitual—. A finales de 1859, sin embargo, Francisco II decidió volver a adoptar la bandera tricolor, esta vez en las bandas verticales tradicionales, en un intento de poner de manifiesto la naturaleza «italiana» de las tropas dinásticas destinadas a inaugurar simbólicamente un nuevo camino de las reformas políticas. Esta insignias, al igual que los anteriores, también tenían los nombres del regimiento en el borde inferior y, en el sector blanco, los emblemas tradicionales.
Cada regimiento de infantería recibió dos «banderas reales» y dos «banderolas de maniobras».
Las «banderas reales» hasta fines del siglo XVIII consistían en los tradicionales palitos rojos cruzados de Borgoña de herencia española. Posteriormente se adoptó el simbolismo previamente descrito, con las insignias de la Orden de Constantino y las armas del Reino de las Dos Sicilias en el campo blanco. Algunos cuerpos llevaban insignias especiales o lirios con coronas de laurel. Las astas de la bandera eran de madera pintadas con bandas rojas/blancas en espiral, rojo y blanco fueron los lazos.
Cada batallón estaba equipado con una «banderola de maniobra» cuyo color cambiaba según el departamento. Cada compañía también estaba equipada con «guías generales de señal», que los suboficiales tenían en los cañones de sus armas. Estas guía generales de marcadores eran una parte tradicional de las tropas borbónicas: se utilizaban para indicar las alineaciones en el campo, poniendo un cabo de la compañía a la izquierda y otro a la derecha de la columna, los cuales estaban equipados con diferentes guías de color —por lo general de color rojo y blanco—. Cada guía llevaba en las esquinas el emblema de la especialidad y, en el frente, las palabras Guide Generali  con el nombre de la unidad. El uso de estas guías demostró ser particularmente efectivo en las operaciones navales para la reconquista de Sicilia en 1849: algunos exploradores de la Real Marina bajaron a tierra para levantar las guías, a fin de permitir el desembarco de un grupo de soldados más rápido.

### Uniformes y equipamiento
El primer uniforme del ejército real fue de tipo español, el cumplimiento de la Ordenanza de 1728. La fuente más antigua que nos pueden dar una idea del uniforme napolitano es la primera ordenanza de 1744 sobre el establecimiento de 12 regimientos provinciales: los soldados de estos regimientos tuvieron que ser equipados con un «vestido» (chaqueta) de largo hasta la rodilla, un giamberghino (chaleco con mangas) de largo de un poco menos que una levita, pantalón largo hasta la rodilla, polainas que excedían la altura de la rodilla —la caballería estaba equipada con botas con espuelas—, una camisa blanca y una corbata negra. La ropa fue completada por un tricornio de fieltro negro con una escarapela roja en el ala izquierda. Algunos detalles de los uniformes botones, solapas bordados y colores en general variaba de acuerdo con el grado y el departamento —los oficiales, por ejemplo, tradicionalmente estaban equipados con una goliera en la que los lirios borbón estaban impresos—. En los años setenta del siglo XVIII se introdujeron algunas innovaciones: las chaquetas se acortaron significativamente y los uniformes se estrecharon.

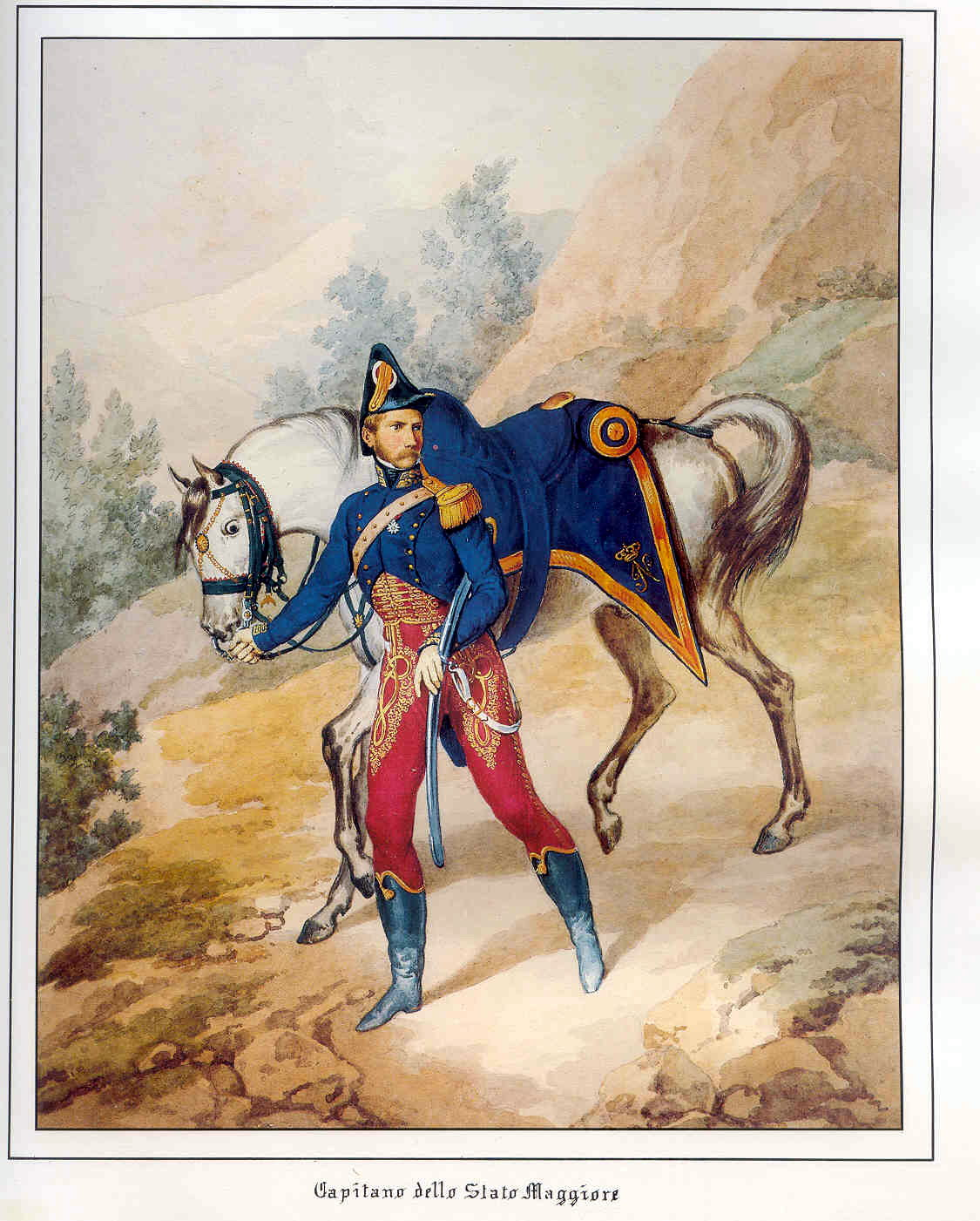
Capitán del Estado Mayor, época de Joaquín Murat.

 Con la década francesa hubo innumerables evoluciones incluso con respecto a los uniformes: inicialmente se siguió el modelo francés napoleónico, pero luego el ejército napolitano recibió una fuerte impronta local, sobre todo gracias a Joaquín Murat. Las innovaciones hechas por Murat se conservaron en parte después de la restauración, experimentando evoluciones dictadas principalmente por las modas germánicas de la época. El advenimiento del trono de Fernando II determinó nuevas direcciones también en el campo de los uniformes. De hecho, a partir de 1830, el uniforme borbónico se rediseñó sobre la base del estilo francés de «Louis Philippe»: desde ese momento hasta la caída del reino, la influencia francesa permaneció evidente en casi todos los equipos de los borbones.
Los uniformes suministrados al Real Ejército de los últimos treinta años fueron los siguientes:

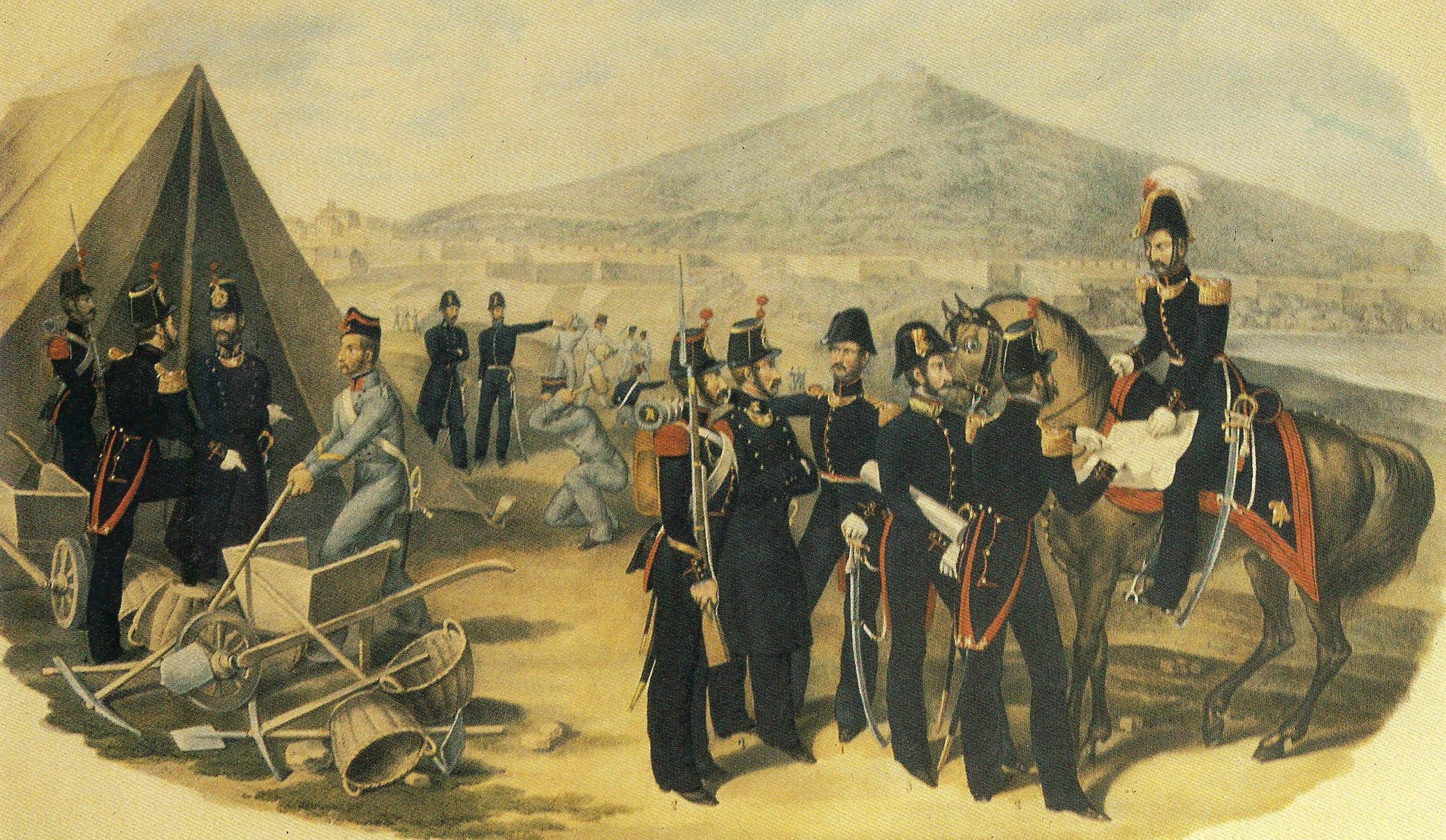
Muestra de uniformes y sombreros del cuerpo de Ingenieros en 1850.

- Vestido sombreado azul oscuro giamberga, para todos los cuerpos —rojo para los suizos—. Los cuerpos a caballo estaban equipados con bollos con lanzamientos más cortos, mientras que para los cazadores se usó una chaqueta verde oscura sin solapas. Las correas eran negras para los soldados del regimiento y en dorado para los oficiales. A partir de 1859, el ejército comenzó a equiparse con un nuevo uniforme, en el que el giamberga fue reemplazado por una túnica azul oscuro o gris-azul más moderna, dependiendo del cuerpo.
- Abrigo azul oscuro para oficiales o bigio para la tropa con dos pecheras. El uniforme era monótono, desde las guerras napoleónicas, generalmente utilizado por las tropas napolitanas en lugar de la levita menos práctica: estaba equipado con botones e insignias cubiertas de tela al cuello del color distintivo que indicaba la especialidad y el cuerpo.
- Chaqueta azul de «obrero», sin solapas, para caballería, artillería e ingeniería —usada en lugar del sobre todo que se suministra en otros cuerpos—.
- Abrigo azul grisáceo para temporadas frías, equipado con insignias.
- Abrigo blanco con capa y capucha para los cuerpos a caballo.
- Pantalones rojos para la infantería, azul oscuro para los suizos, azul oscuro para Artillería e Ingeniería y grises para los Cazadores. A partir de 1859, los pantalones azul grisáceo fueron para vestir con la nueva túnica y se hicieron predominantes.
- Pantalones grises para marchas o campañas para usar con el uniforme gris.
- Pantalones de verano blancos para todos los cuerpos.
- Polainas negras de invierno y blancas en verano.
- Chacó tronco cónico de fieltro negro con visera y guarniciones en cuero negro e hilos rojos —dorado para oficiales—, equipado con placa frontal de latón que indica la especialidad o el regimiento. Durante las marchas podía cubrirse con un forro de lona encerada en negro sobre el que se pintaba el número de la unidad. Lazos del color de la unidad a la que pertenece.
- Casco de chenilla para dragones y guardias del cuerpo de Caballería.
- Yelmo con melena que cae para los carabineros a caballo.
- Chascás para los Lanceros.
- Gorro de piel de oso negro para granaderos de la Guardia Real, compañías elegidas por los carabineros a pie y compañías elegidas por la gendarmería.
- Quepis, gorra de visera de tela suave, azul para casi todos los cuerpos —rojo para Húsares, Lanceros, Estado Mayor y General—. El quepí estaba dotado de una placa anterior que indicaba el cuerpo al que pertenecía, así como de la naturaleza galón y el bordado que indicaba el grado.
- Gorra ligera de tela azul oscuro con hilos rojos, utilizada junto con el uniforme bigio. La llamada «gorra de cuartel» estaba dotada con una insignia en el frente que indicaban el cuerpo al que pertenecía.

En general, había 3 tipos de equipos, utilizados por soldados individuales o departamentos del Real Ejército:
- "Dotación individual": palangana, botella de agua, cubiertos, peines, accesorios para limpieza personal y armas, etc.
- "Dotación de la compañía": embalado en barriles —accesorios para la cocina de campaña— y en cajas pequeñas —registros y otros objetos pequeños para reemplazar o reparar el equipamiento individual de los soldados—.
- "Dotación del cuerpo" embalados en ocho cajones que pueden transportarse en carros de regimiento —caja de oficina del comandante, cajón de la oficina de funciones y revistas, cajón de la Junta directiva, cajón del cirujano, cajón de la armería, cajón del sastre y cajón del zapatero).

Finalmente, fueron minuciosamente previstas las dotaciones para la capilla, la mensa y la escuela del regimiento.
| Colores distintivos                               |          |           |
| Unidad                                            | Color    | Botones   |
| I Brigadas de Infantería (1.ª y 2.ª Línea)        | rojo     | oro/plata |
| II Brigada de Infantería (3.ª y 4.ª línea)        | amarillo | oro/plata |
| III Brigada de Infantería (5.ª y 6.ª Línea)       | carmesí  | oro/plata |
| IV de infantería (7.ª y 8.ª línea)                | azul     | oro/plata |
| V Brigada de Infantería (9.ª y 10.ª línea)        | naranja  | oro/plata |
| VI Brigada de Infantería (Línea 11 y 12)          | verde    | oro/plata |
| VII brigada de infantería (línea 13 y 14)         | violeta  | oro       |
| 15.º Regimiento de Infantería de Línea "Messapia" | violeta  | plata     |
| 1.º y 2.º Regimiento de Dragones                  | rojo     | plata     |
| 3.º Regimiento de Dragones                        | amarillo | plata     |
| 1.º Regimiento Suizo                              | azul     | oro       |
| 2.º Regimiento Suizo                              | azul     | oro       |
| 3.º Regimiento Suizo                              | verde    | oro       |
| 4.º regimiento suizo                              | negro    | oro       |

### Armamento individual
La primera fábrica de armas borbónica se estableció el año 1742 en la Armería Real de Castelnuovo en Nápoles y se transfirió en 1759 a Torre Annunziata. Aquí, bajo la dirección del coronel Augusto Ristori, la producción y la calidad de las armas se incrementaron enormemente, gracias a la ayuda de algunos armeros famosos, como Michele Battista, que diseñó el excelente rifle mod. 1777 y 1788. Sin embargo, en la movilización de 1798 fue necesario comprar armas al extranjero, incluyendo un gran lote de pésimos rifles austriacos, lo que repercutió en armamentos desiguales del calibre napolitano que participaron en la lucha contra las tropas francesas desde 1798 hasta 1806.

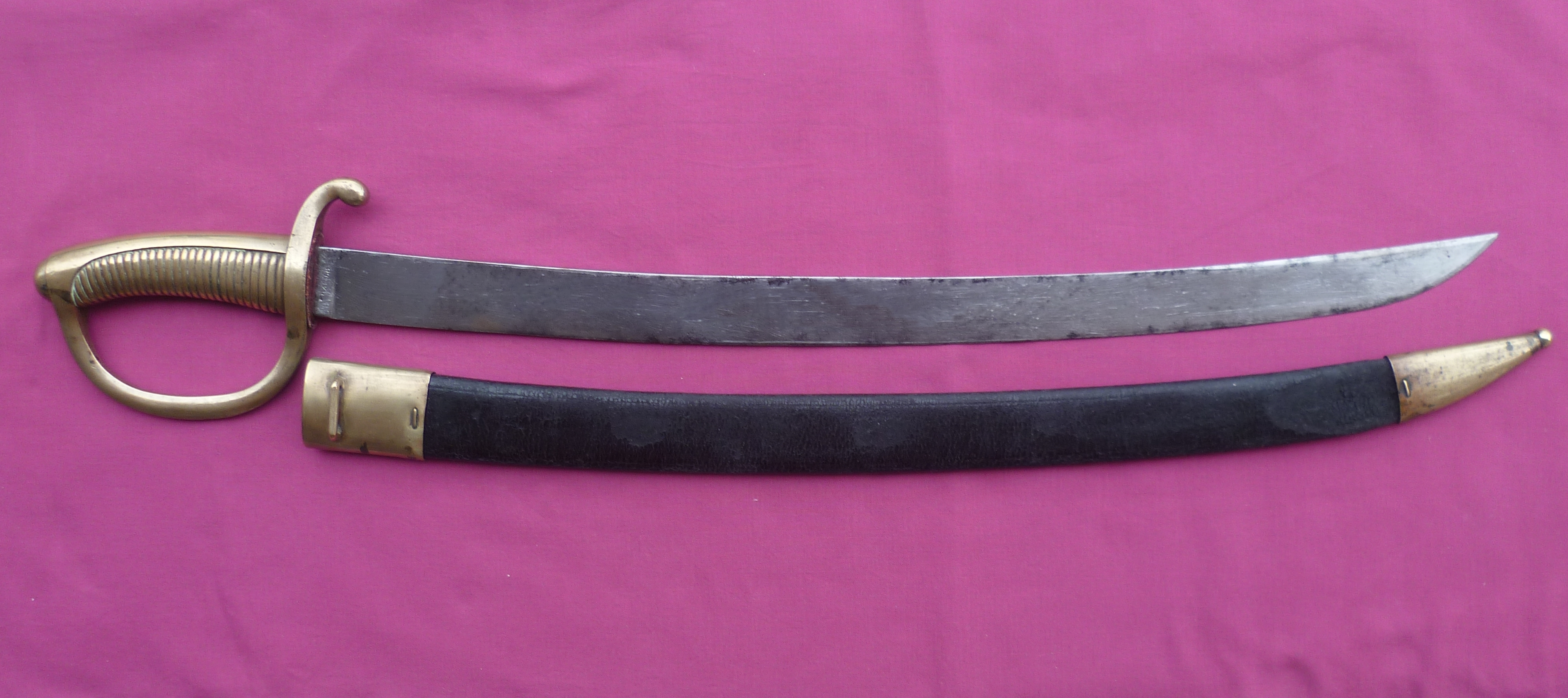
Sable briquet modelo AN XI

Antes del ajuste de Fernando II a principios de los años treinta, las armas suministradas a los soldados del ejército real eran en su mayor parte de origen napoleónico, algunos departamentos las conservaron hasta 1861: por ejemplo, el Cuerpo de Guardia a Caballo estaban equipados con un sable de espada recta para la caballería pesada mod. 1786 francesa, la Gendarmería estaba equipada con el modelo sable de hoja recta. "AN XI" para los dragones franceses, los húsares en cambio tenían el mod sable. 1796 inglés para la caballería ligera. Con la orden del día 10/04/1829 nuevos modelos de armas se introdujeron para los cuerpos de a pie: el sable introducido ese año, del tipo napolitano, que se caracteriza por una empuñadura de una cabeza de dragón, se mantuvo en uso hasta 1861. Además, los soldados de infantería fueron equipados con un sable "briquet", derivado del modelo francés 1816, y los ingenieros zapadores de una pesante daga con hoja de sierra así como hachas vistosas y herramientas de trabajo.
Durante la década de 1830, el armamento individual, especialmente para la caballería, evolucionó gradualmente: a partir de 1834, La Guardia del Cuerpo a Caballo, húsares, lanceros y dragones adoptaron un sable derivado del mod. 1822 francés para la caballería: una espada curva para la caballería ligera y una espada recta para la caballería pesada. Los modelos para oficiales a menudo eran de excelente mano de obra, ricamente cincelados y producidos a menudo por eminentes armeros napolitanos, como el «Labruna». La artillería a caballo estaba equipada con un característico sable de hoja curva, los lanceros en 1843 adoptaron un nuevo tipo de lanza con un diseño típico de la hoja. El sable para cuerpos a pie introducido en 1829 fue reemplazado gradualmente por un modelo derivado del tipo francés 1845 para la infantería, (yatagan), distribuidos junto con los primeros rifles.
Desde la segunda mitad de la década de 1830, la administración militar napolitana experimentó durante mucho tiempo diferentes sistemas de ignición para armas de fuego individuales, con el fin de reemplazar los viejos modelos de pedernal. Los experimentos llegaron a su fin en 1843, cuando el Real Ejército adoptó el sistema de encendido con cápsulas de percusión. Los cañones de 40 y 38 pulgadas entonces existentes fueron convertidos y equipados con placa «para saltar hacia delante», la producción también fue preparada en el Royal fábrica en Nápoles de un nuevo modelo con la placa de «recuperación elástica» inspirada por el mod. 1842 francés. Los cazadores del batallón estaban entre las primeras unidades en ser equipadas con las nuevas armas, sin embargo, los cazadores adoptaron el rifle rayado de 32 pulgadas, (modelo Fusil Minié). Posteriormente, a partir de 1850, recibieron la carabina de 32 pulgadas «pequeña» y el mosquete de 28 pulgadas. Los cazadores suizos también estaban equipados con el rifle suizo mod.1851 de percusión.
En resumen, las armas de fuego suministradas a los militares del Ejército Real a mediados de los años cincuenta fueron las siguientes:
- Rifles de 38 y 40 pulgadas: Reali Guardie del Corpo a Piedi, Fanteria di Linea nazionale e svizzera, Fanteria della Guardia Reale, Carabinieri a Piediy unidad de reserva. Dotado con una bayoneta de manga.
- Carabina de 32 pulgadas: Cacciatori, Tiragliatori della Guardia Reale. Equipado con sable de bayoneta.
- Mosquete de 28 pulgadas: Reali Guardie del Corpo a Cavallo (a percusión), Carabinieri a Cavallo, Dragoni, Gendarmeria, Artiglieria, Zappatori y Pionieri, estudiantes de las instituciones militares. Equipado con sable de bayoneta.
- Mosquete corto de 22 pulgadas:Ussari (húsares).
- Fusil corto de 38 pulgadas: Cacciatori a Cavallo.

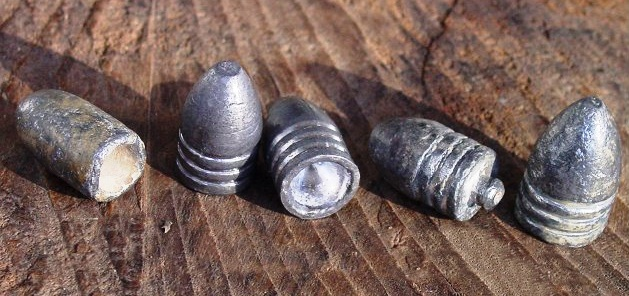
Varios tipos de balas Minié. Las cuatro a la derecha tienen estrías Tamisier para una mejor estabilidad aerodinámica.

A partir de 1858, el rayado del cañón se extendió a los rifles de infantería de 38 y 40 pulgadas y a los mosquetes de 28 pulgadas. La adopción general de las ánima con estrías, presente en armas napolitanas desde finales del siglo XVIII, se decidió por los buenos resultados obtenidos con el uso de bolas de expansión. En los últimos años de la vida del reino se experimentó con diferentes modelos de armas de rifles, de las cuales únicamente entró en producción el mosquete de 28 pulgadas para artillería, llamado "modelo 60". En 1860, el armamento individual del ejército borbónico no se modernizó del todo, muchas unidades territoriales conservaron armas de pedernal de chispa, al igual que la mayoría de las pistolas  suministradas a la Caballería —ya que se les atribuían pocas posibilidades de uso como armas de fuego—. Sin embargo, no faltaron estudios y experimentos sobre nuevas armas individuales, incluso en el caso de la retrocarga, que no llegaron a su fin antes de la caída del reino.

### Artillería
Ya con el virrey austriaco se fundaron fundiciones gubernamentales y laboratorios de municiones para construir armas que reemplazarían a las antiguas piezas del siglo XVII de tipo Vellière utilizadas en el Reino de Nápoles. En 1717 se produjeron las primeras treinta nuevas piezas del modelo de Kolmann en Castel dell'Ovo, y en 1734 se iniciaron nuevos cañones de bronce, y morteros con bombas en las industrias napolitanas. La producción de estas piezas continuó durante los siguientes 50 años, hasta 1787, cuando el brigadier francés Francois Renè de Pommeroul llegó a Nápoles con la tarea de modernizar la artillería borbónica. Ese mismo año, se enviaron oficiales jóvenes para estudiar la misión a Francia para aprender estrategias y técnicas para la construcción de artillería del nuevo tipo Gribeauval. En 1798, Pommereul, dotó a la fundición de Nápoles, de una barra de perforación más moderna para la perforación de las piezas, de dos hornos reverberantes y de talleres y maquinaria para el molde, el carenado y el acabado de las piezas.
A partir de 1835, bajo el fuerte impulso del Director de los Cuerpos Opcionales el general Filangieri, del ejército borbónico comenzó un vasto programa de renovación de materiales de artillería. Para este propósito mandó al capitán D'Agostino a Francia, una nación en la que acababa de adoptarse el modelo 1827. La posterior reforma napolitana añadió al modelo francés numerosas modificaciones e innovaciones originales, debido en gran parte al teniente coronel Landi, entonces director del Arsenal de Nápoles. El nuevo modelo de artillería adoptado por el Real Ejército se llamó «Modello Comitato» e introdujo nuevas armas de fuego y materiales para la artillería de campaña, montaña, plaza y costa.

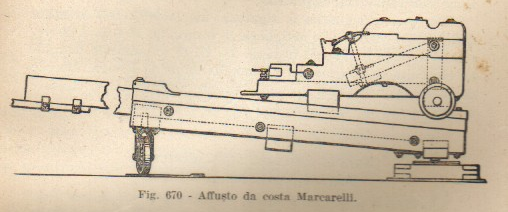
Carro "«Marcarelli»" para artillería costera.

Para la artillería de campaña, se adoptaron cuatro bocas de fuego diferentes: un cañón de 12 libras y un obús de 6 pulgadas (obús largo) para baterías de posición, un cañón de 6 libras y un obús-cañón de 5.6 para baterías de batalla. Los dos cañones conservaron todas las características del sistema francés "año XI", mientras que los dos obuses se adaptaron de acuerdo con las necesidades locales.
Los carruajes eran del «tipo flecha», equipados con herrajes de hierro forjado y no en hierro fundido como los modelos franceses, para fortalecerlos. Las ruedas se estructuraron en 12 radios, en lugar de los 14 tradicionales, para aumentar la fuerza del cubo. Particularmente interesante fue la innovación realizada por los técnicos napolitanos para mantener el timón de los trenes en posición horizontal —llamado sistema «frottone»—. Las baterías montadas estaban equipadas con numerosos carros de 6 o 12 caballos con los cuales, además de las piezas, se transportaban materiales, municiones y forjas.
La defensa costera empleaba los cañones de 12, 24 y 33, así como obuses de 80 (219 mm) y 30 (169 mm) en la «Paixhans» para disparar granadas. Estas armas fueron fundidas y montadas en los carros «De Focatiis». También fueron utilizados obuses-cañón de 60 (204 mm) de tipo «Millar», de cámara cónica, montados sobre carros de «Marcarelli» tipo especialmente diseñado para permitir el disparo con un fuerte ángulo de depresión.
En el Real Ejército, la evolución de la artillería se siguió muy de cerca en aquellos años y las operaciones se llevaron a cabo para el refinamiento y estriado de las armas. De 1840 a 1845 se llevaron a cabo estudios y experimentos para sustituir el hierro fundido al bronce para piezas de campaña, pero se obtuvieron resultados que se consideraron insatisfactorios. En 1859, después de los resultados alentadores obtenidos ese mismo año en el campo Montebello, se construyeron, en el Arsenal de Nápoles, artillerías de 8 y 16 libras, aparejadas según el sistema «La Hitte» con 6 filas helicoidales —evolución del sistema  Cavalli, de 2 líneas—, utilizando máquinas diseñadas por Afan de Rivera. Algunas de estas armas fueron utilizadas en el asedio de Gaeta y luego transferidas al gobierno papal.

### Fábricas militares
En el reino, además de las diversas fábricas privadas dedicadas a la producción de uniformes y otros efectos del equipamiento de los soldados, había varias fábricas militares de propiedad estatal.La misma Dirección del Cuerpo Facultativo se ocupó específicamente de las manufacturas de artillería, subdividiéndose en cinco departamentos de plantas, es decir:
- Arsenal de construcción
- Fundición de hierro y bronce
- Fábrica de armas
- Arma de montaje
- Minas

Cada dirección de planta estaba controlada por un director con grado de teniente coronel, que era empleado de oficiales secundados por las compañías del batallón. También hubo nueve «Direcciones materiales locales»: Nápoles, Capua, Gaeta, Pescara, Barletta, Reggio Calabria, Palermo, Messina y Siracusa.

Esquema de una llave de chispa, en posición de disparo.

La  Fabbrica d'Armi di Torre Annunziata  (construida en 1758) produjo las partes individuales de las armas, con la ayuda de dos sucursales: la Officina di Lancusi (Salerno, especializada en la producción de llave de chispa) y la de Poggioreale (Nápoles, construida en 1790). Los componentes fueron ensamblados en el Armamento de Armas de Nápoles, que también se remonta a 1758, y que llegaron a producir 11,000 armas de fuego y 3,000 armas blancas al año.
La Reali ferriere ed Officine di Mongiana, precedido por los establecimientos de Stilo (que datan de 1727), fue fundada en Mongiana el año 1771 y reforzada en 1791 y en 1850 —cuando había también anexado una fábrica de armas y una moderna fundición— era la planta de donde procedía casi todo el hierro y el acero que trabajaban las industrias estatales. Esta característica hizo que el Reino de las Dos Sicilias fuera casi autónomo de las importaciones, limitándose principalmente a comprar hierro de la isla de Elba, considerado el más adecuado para la construcción de artillería. La fábrica de Mongiana estaba encabezada por un teniente coronel de artillería, asistido por una Junta de Administradores de oficiales de la misma arma.
El Arsenale di Napoli (ubicado en  Castel Nuovo, fue construido en 1793) para hacerse responsable de la construcción de carros, carruajes, máquinas de artillería y materiales de puentes. En esta última actividad se desarrolló un parque de puente de barcas de una concepción innovadora, que con únicamente 60 embarcaciones de un modelo particular permitía el cruce del río Po en cualquier punto. Otros Arsenales más pequeños se ubicaron en Palermo y Messina. En Capua, Gaeta y Taranto fueron colocados los talleres de reparación. En Capua también hubo una fábrica pirotécnica.
También en el Castel Nuovo de Nápoles se encontraba la Fonderia di Napoli (Fonderia di Bapoli de Cannoni), fundada en 1707, en la que se hicieron las bocas de bronce. A partir de 1835, la fundición fue sometida a una serie ininterrumpida de ampliaciones y actualizaciones relacionadas con las líneas de fusión y la maquinaria para la construcción y el acabado de los cañones: en ese año se introdujeron los hornos Wilkinson y las primeras máquinas de vapor. En 1841 se adoptaron los hornos de reverberación para la construcción de cañones de hierro. Anexos a la fundición estaban los gabinetes químicos, físicos y mineralógicos, así como también la Biblioteca técnica del Cuerpo de Artillería Real.
El Opificio Meccanico di Pietrarsa comenzó su actividad en 1841. Aunque originalmente estaba destinado a la construcción de material ferroviario, también se utilizó para la construcción de equipos militares. Para el ejército, se construyeron puentes, obras de construcción, arsenales y otras máquinas de guerra. El Opificio di Pietrarsa incluía una fundición para balas equipada con hornos de reverberación, hornos Wilkinson y martillos de vapor moldeados.
El suministro de explosivos en la Real Fábrica de pólvera de Torre Annunziata, que contaba con una tradición centenaria —fundada en 1652—, en 1854 la producción de pólvora se transfirió a Scafati, más moderno y seguro, que también adoptó los nuevos métodos de producción utilizados en aquellos años en Inglaterra, Estados Unidos y Alemania. La pólvora envasada se almacenó posteriormente en Polveriera Centrale di Baia, donde era objeto de periódicas revisiones controladas por una comisión de artillería. Otros almacenes de pólvora se ubicaron en Nápoles, Capri, Capua, Gaeta, Palermo, Messina y Siracusa. En Sicilia, la producción de pólvora tuvo lugar en establecimientos privados, el más conocido fue el de Rammacca.